# Liste des municipalités de l'Ontario
Pour un article plus général, voir Municipalités de l'Ontario.
La liste des municipalités de l'Ontario recense toutes les municipalités incorporées de la province canadienne de l'Ontario en date du mois de mars 2016. Ces municipalités sont classées par ordre alphabétique dans deux tableaux triables contenant leur statut, leur nom officiel en français conformément à la loi, leur date d'incorporation et les données démographiques de Statistique Canada issues du recensement de 2011 visant à refléter leurs places en ce qui concerne la superficie et la population. Certaines municipalités ont un nom bilingue.

Situation de l'Ontario au Canada.

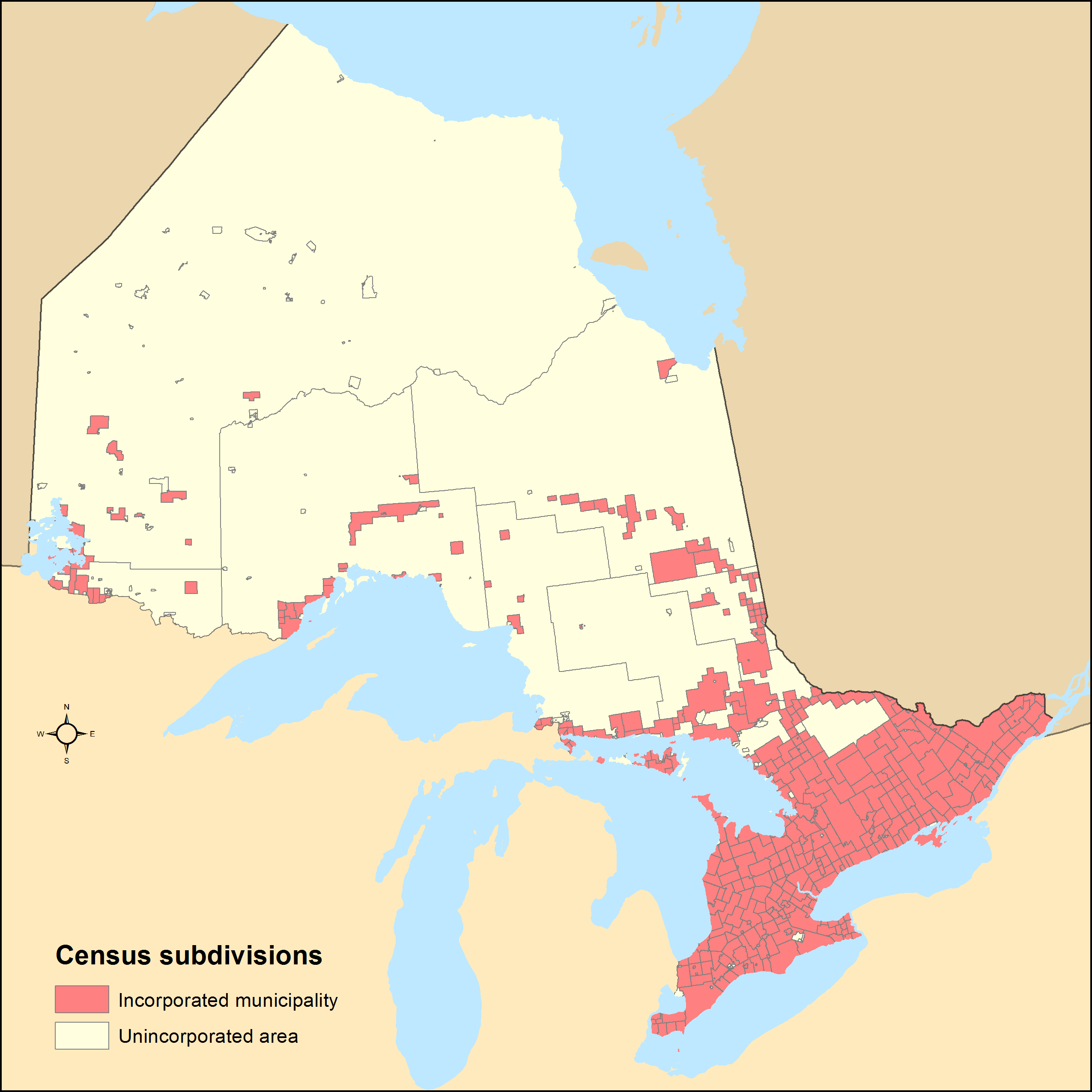
Les municipalités comptent pour 17 % de la surface totale de l'Ontario. Les aires non incorporées englobent les 83 % restants.

Situées dans la plus peuplée et la deuxième plus grande des dix provinces du Canada, en 2011, les 444 municipalités ne couvrent que 17 % de l'Ontario mais hébergent 99 % de sa population. Elles sont classées d'après la Loi de 2001 sur les municipalités en municipalités régionales, en comtés, en cantons, en cités, en villes et villages et en municipalités, sauf pour Toronto, régie par la Loi de 2006 sur la cité de Toronto. Cette même loi territoriale permet leur création par le gouvernement de l'Ontario et définit leur cadre juridique. Toronto est la capitale du territoire et sa plus grande municipalité. Ottawa est la deuxième municipalité la plus peuplée de la province ainsi que la capitale fédérale du Canada.
- Les capitales fédérale et provinciale sont écrites en gras.

## Géographie
L'Ontario est la province la plus peuplée du Canada avec 12 851 821 résidents en 2011 ainsi que la troisième en superficie avec environ 909 000 km2. Ses 444 municipalités ne couvrent que 17 % de la superficie de la province tout en abritant 99 % de sa population. Ces municipalités fournissent les services d'un gouvernement municipal local ou régional soit au sein d'un palier unique, soit au sein d'une structure sur deux paliers.
La municipalité ontarienne la plus peuplée est la Cité de Toronto avec 2 615 060 résidents, tandis que la plus étendue est la Cité du Grand Sudbury avec ses 3 227,38 km2. La Cité d'Ottawa, capitale du Canada, est la deuxième municipalité la plus peuplée de la province avec 883 391 résidents. La municipalité la moins peuplée est le Canton de l'île Cockburn avec 0 résident, tandis que la moins étendue est le Village de Westport avec son 1,71 km2. La première communauté à se constituer en municipalité en Ontario est Brockville en 1832.

## Cadre juridique
La Loi de 2001 sur les municipalités est la législation qui permet la constitution des municipalités de l'Ontario et leur gouvernance, à l'exception de la Cité de Toronto, qui est sujette à la Loi de 2006 sur la cité de Toronto.
Une municipalité en Ontario est une « zone géographique dont les habitants sont constitués en personne morale » selon la Loi de 2001 sur les municipalités. Les trois types de municipalités d'Ontario comprennent des municipalités de paliers supérieur et inférieur au sein d'une structure à deux paliers et des municipalités à palier unique (autorités unitaires) qui sont exemptes de cette structure à deux paliers. Les municipalités à paliers unique et inférieur sont regroupées en municipalités locales. Parmi les 444 municipalités de l’Ontario, 30 sont à palier supérieur et 414 sont des municipalités locales — 241 municipalités à palier inférieur et 173 municipalités à palier unique.
La Loi de 2001 sur les municipalités permet aux municipalités de paliers inférieur et unique de s'incorporer en tant que cité, ville, village, canton, comté, ou de façon générique comme des municipalités,. Il n'existe pas de seuil ou de condition pour ces sous-types municipaux. Une municipalité peut changer ce statut pour n'importe quels d'eux du moment que son nom n'est pas utilisé par une autre municipalité. Pour les municipalités de palier supérieur, la loi leur donne l’autorité pour s'incorporer en tant que comté, municipalité de région, ou municipalité de district,.

## Municipalités de palier supérieur

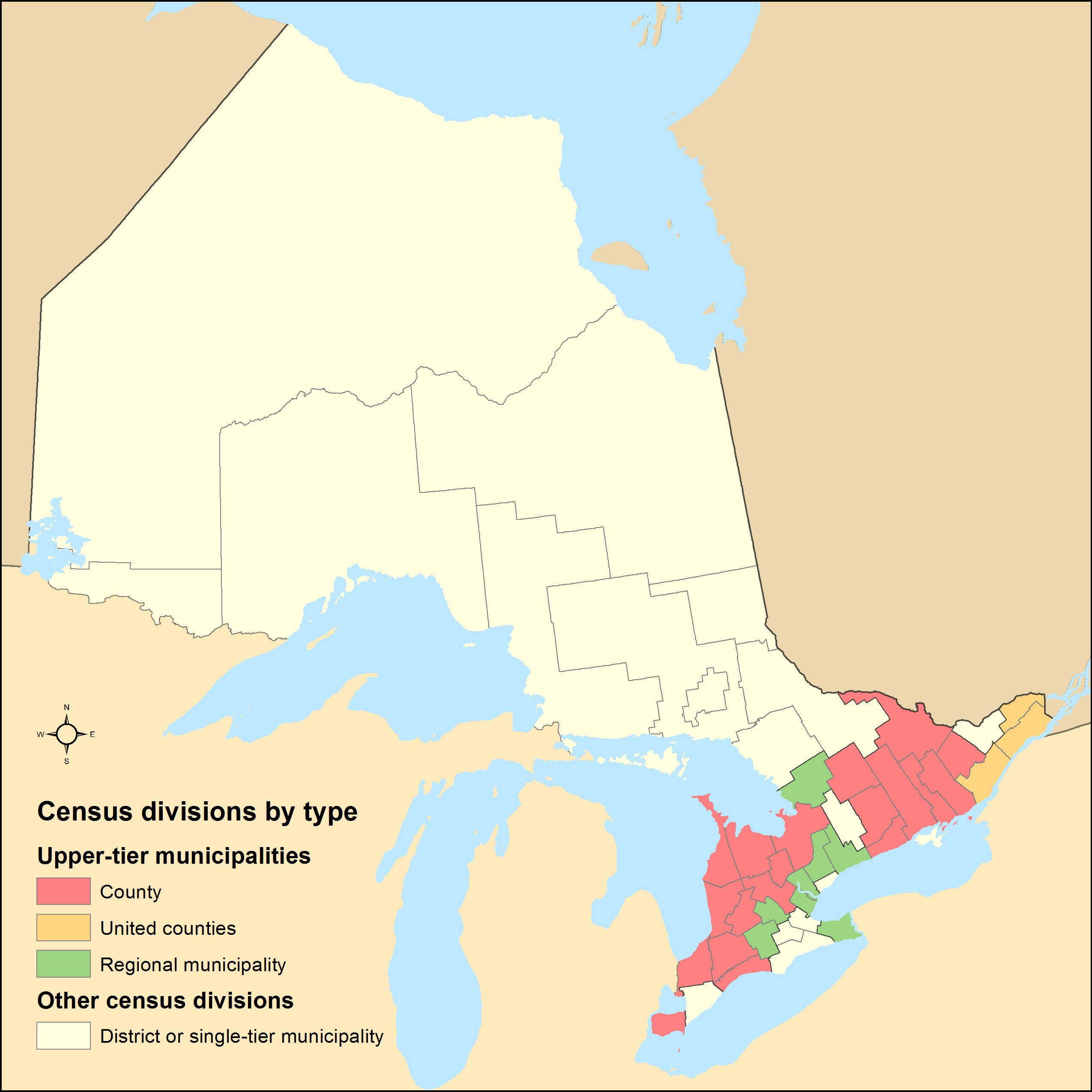
Les municipalités de palier supérieur de représentent en 2011 30 des 49 divisions de recensement de l'Ontario.

La Loi de 2001 sur les municipalités de l'Ontario définit la municipalité de palier supérieur comme une « municipalité dont font partie deux municipalités de palier inférieur ou plus aux fins municipales ». La province a 30 municipalités de ce type qui comprennent plusieurs municipalités de palier inférieur, ce qui donne en 2011 une population totale de 6 261 245 résidents, une superficie terrestre totale de 87 913,78 km2, et une population moyenne de 208 708 résidents[réf. souhaitée]. Ces municipalités de palier supérieur comptent 19 comtés, 3 comtés unis et 8 municipalités régionales, ou régions, le tout représentant 30 des 49 divisions de recensement de l'Ontario,. Les gouvernements régionaux sont responsables des artères routières, des services de santé, du maintien de l'ordre, de l'aménagement et du développement du territoire à l'échelle régionale, des systèmes d'approvisionnement de l'eau et de son assainissement, des services sociaux, des transports et du traitement des déchets. Quant aux administrations des comtés, elles n'ont que comme responsabilité les artères routières, la planification de l'occupation des sols du comté, les services de santé et les services sociaux.
| Nom,                                    | Sous-type municipal,                    | Population (2011) | Population (2006) | Variation (%) | Superficie (km²) | Densité de population (en km2) |
| --------------------------------------- | --------------------------------------- | ----------------- | ----------------- | ------------- | ---------------- | ------------------------------ |
| Bruce                                   | Comté                                   | 64 709            | 64 000            | 1,1           | 3 982,52         | 16,2                           |
| Dufferin                                | Comté                                   | 56 881            | 54 436            | 4,5           | 1 486,31         | 38,3                           |
| Durham                                  | Municipalité régionale                  | 608 031           | 561 186           | 8,3           | 2 521,04         | 241,2                          |
| Elgin                                   | Comté                                   | 49 556            | 49 241            | 0,6           | 1 845,38         | 26,9                           |
| Essex                                   | Comté                                   | 177 720           | 176 642           | 0,6           | 1 662,67         | 106,9                          |
| Frontenac                               | Comté                                   | 26 375            | 26 658            | −1,1          | 3 336,62         | 7,9                            |
| Grey                                    | Comté                                   | 92 568            | 92 411            | 0,2           | 4 513,21         | 20,5                           |
| Haliburton                              | Comté                                   | 17 026            | 16 147            | 5,4           | 4 071,86         | 4,2                            |
| Halton                                  | Municipalité régionale                  | 501 669           | 439 206           | 14,2          | 964,01           | 520,4                          |
| Hastings                                | Comté                                   | 39 888            | 38 956            | 2,4           | 5 291,06         | 7,5                            |
| Huron                                   | Comté                                   | 59 100            | 59 325            | −0,4          | 3 399,63         | 17,4                           |
| Lambton                                 | Comté                                   | 124 623           | 124 600           | 0,0           | 2 842,81         | 43,8                           |
| Lanark                                  | Comté                                   | 56 689            | 54 622            | 3,8           | 3 024,21         | 18,7                           |
| Leeds et Grenville                      | Comtés unis                             | 67 958            | 67 784            | 0,3           | 3 351,06         | 20,3                           |
| Lennox et Addington                     | Comté                                   | 41 824            | 40 542            | 3,2           | 2 841,10         | 14,7                           |
| Middlesex                               | Comté                                   | 70 796            | 69 024            | 2,6           | 2 824,48         | 25,1                           |
| Muskoka                                 | Municipalité régionale                  | 57 837            | 57 355            | 0,8           | 3 935,09         | 14,7                           |
| Niagara                                 | Municipalité régionale                  | 431 346           | 427 421           | 0,9           | 1 854,25         | 232,6                          |
| Northumberland                          | Comté                                   | 81 657            | 80 457            | 1,5           | 1 892,74         | 43,1                           |
| Oxford                                  | Municipalité régionale                  | 105 719           | 102 756           | 2,9           | 2 039,56         | 51,8                           |
| Peel                                    | Municipalité régionale                  | 1 296 814         | 1 159 455         | 11,8          | 1 246,89         | 1 040,0                        |
| Perth                                   | Comté                                   | 37 571            | 37 211            | 1,0           | 2 179,03         | 17,2                           |
| Peterborough                            | Comté                                   | 54 870            | 56 131            | −2,2          | 3 769,28         | 14,6                           |
| Prescott et Russell                     | Comtés unis                             | 85 381            | 80 184            | 6,5           | 2 004,44         | 42,6                           |
| Renfrew                                 | Comté                                   | 86 534            | 83 209            | 4,0           | 7 419,01         | 11,7                           |
| Simcoe                                  | Comté                                   | 277 262           | 262 048           | 5,8           | 4 690,24         | 59,1                           |
| Stormont, Dundas et Glengarry           | Comtés unis                             | 64 824            | 64 434            | 0,6           | 3 235,46         | 20,0                           |
| Waterloo                                | Municipalité régionale                  | 507 096           | 478 121           | 6,1           | 1 368,94         | 370,4                          |
| Wellington                              | Comté                                   | 86 672            | 85 482            | 1,4           | 2 573,26         | 33,7                           |
| York                                    | Municipalité régionale                  | 1 032 249         | 892 359           | 15,7          | 1 747,62         | 590,7                          |
| Total municipalités de palier supérieur | Total municipalités de palier supérieur | 6 261 245         | 5 801 403         | 7,9           | 87 913,78        | 71,2                           |
| Total province de l'Ontario             | Total province de l'Ontario             | 12 851 821        | 12 160 282        | 5,7           | 908 607,67       | 14,1                           |

## Municipalités locales

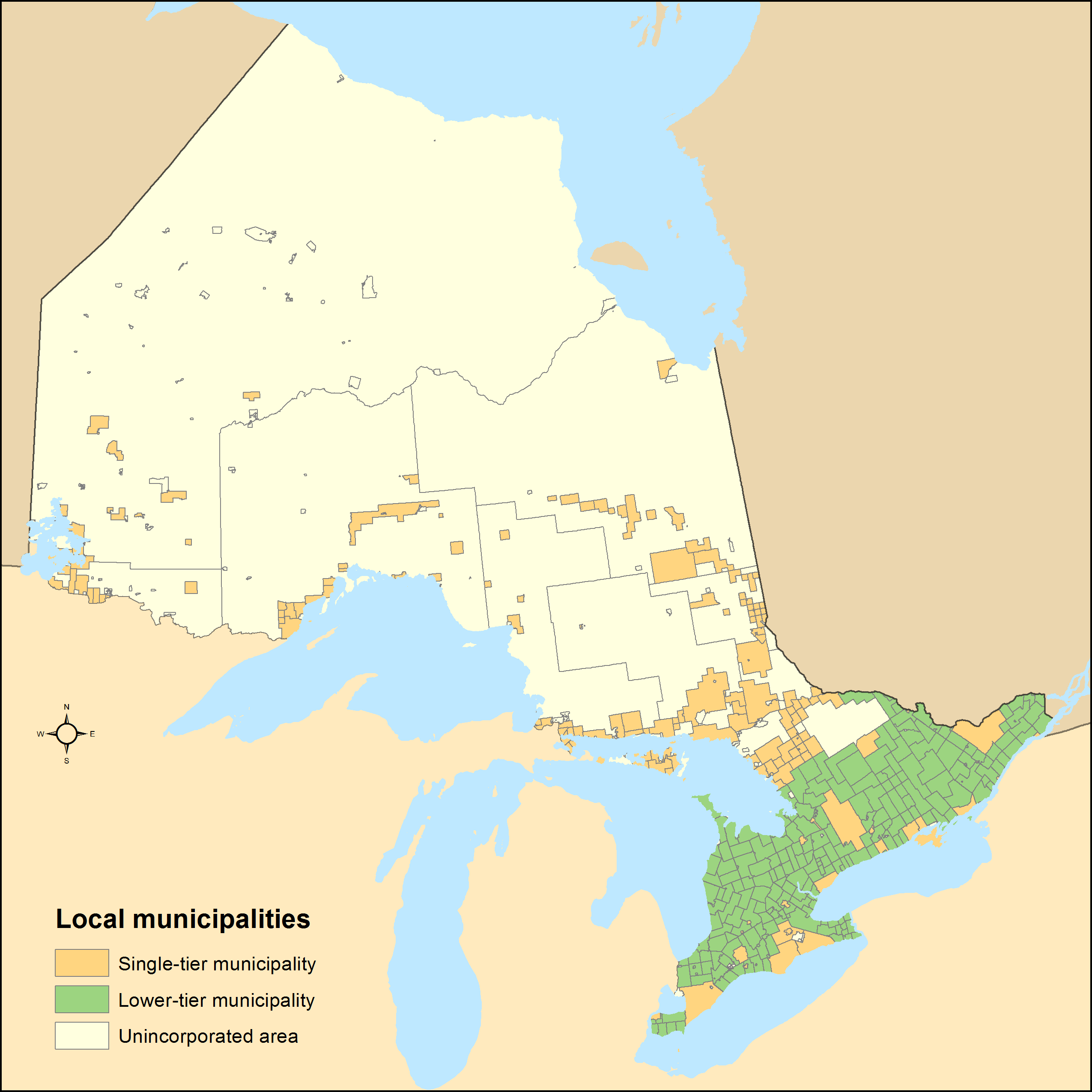
Distribution des 173 municipalités à palier unique et des 241 municipalités de palier inférieur de l’Ontario.

La Loi de 2001 sur les municipalités de l'Ontario définit la municipalité locale comme une « municipalité à palier unique ou municipalité de palier inférieur ». Prises ensemble, la province a 414 municipalités locales comptant 173 municipalités à palier unique et 241 municipalités de palier inférieur. Ces 414 municipalités locales ont en 2011 une population totale de 12 764 756 résidents, une superficie terrestre totale de 155 653 km2, et une population moyenne de 30 832 résidents[réf. souhaitée]. Ces totaux représentent 99,3 % de la population de l'Ontario et 17,1 % de sa superficie terrestre[réf. souhaitée].

### Municipalités à palier unique
Selon la Loi de 2001 sur les municipalités de l'Ontario, une municipalité à palier unique est une « municipalité, à l’exclusion d’une municipalité de palier supérieur, qui ne fait pas partie d’une municipalité de palier supérieur aux fins municipales ». Dans le Sud de l'Ontario, les municipalités à palier unique sont soit entièrement politiquement séparées des comtés tout en restant géographiquement dedans, soit elles ont été formés par amalgamation de municipalités de paliers supérieurs et inférieurs. Quant aux municipalités du Nord de l'Ontario, elles sont toutes à palier unique puisqu'il n'en existe aucune de palier supérieur. Ce type de municipalité fournit tous les services de l'administration locale. L'Ontario compte 32 cités, 23 municipalités, 28 villes, 85 cantons, et 5 villages parmi ses 173 municipalités à palier unique[réf. souhaitée].

### Municipalités de palier inférieur
Selon la Loi de 2001 sur les municipalités de l'Ontario, une municipalité de palier inférieur est une « municipalité qui fait partie d’une municipalité de palier supérieur aux fins municipales ». La province a 19 cités, 39 municipalités, 62 villes, 115 cantons, et 6 villages parmi ses 241 municipalités de palier inférieur. À l'intérieur des régions, elles sont chargées de la fourniture de certains services locaux qui ne sont pas fournis par la municipalité régionale. À l'intérieur des comtés, elles sont chargées de la fourniture d'un éventail plus large de services car ils fournissent moins de services locaux que les régions.

### Liste des municipalités locales
| Nom,                                                                          | Statut municipal                                            | Sous-type municipal                                         | Division de recensement,                                    | Population (2011) | Population (2006) | Variation (%) | Superficie (km²) | Densité de population (en km2) |
| ----------------------------------------------------------------------------- | ----------------------------------------------------------- | ----------------------------------------------------------- | ----------------------------------------------------------- | ----------------- | ----------------- | ------------- | ---------------- | ------------------------------ |
| Addington Highlands (en)                                                      | Palier inférieur                                            | Canton                                                      | Lennox et Addington                                         | 2 532             | 2 512             | 0,8           | 1 329,93         | 1,9                            |
| Adelaide Metcalfe (en)                                                        | Palier inférieur                                            | Canton                                                      | Middlesex                                                   | 3 028             | 3 135             | −3,4          | 331,38           | 9,1                            |
| Adjala–Tosorontio (en)                                                        | Palier inférieur                                            | Canton                                                      | Simcoe                                                      | 10 603            | 10 695            | −0,9          | 372,39           | 28,5                           |
| Admaston/Bromley (en)                                                         | Palier inférieur                                            | Canton                                                      | Renfrew                                                     | 2 844             | 2 716             | 4,7           | 524,60           | 5,4                            |
| Ajax                                                                          | Palier inférieur                                            | Ville                                                       | Durham                                                      | 109 600           | 90 167            | 21,6          | 67,07            | 1 634,2                        |
| Alberton (en)                                                                 | Palier unique                                               | Canton                                                      | Rainy River                                                 | 864               | 958               | −9,8          | 115,43           | 7,5                            |
| Alfred et Plantagenet                                                         | Palier inférieur                                            | Canton                                                      | Prescott et Russell                                         | 9 196             | 8 654             | 6,3           | 392,45           | 23,4                           |
| Algonquin Highlands (en)                                                      | Palier inférieur                                            | Canton                                                      | Haliburton                                                  | 2 156             | 1 976             | 9,1           | 1 004,76         | 2,1                            |
| Alnwick/Haldimand (en)                                                        | Palier inférieur                                            | Canton                                                      | Northumberland                                              | 6 617             | 6 435             | 2,8           | 398,57           | 16,6                           |
| Amaranth (en)                                                                 | Palier inférieur                                            | Canton                                                      | Dufferin                                                    | 3 963             | 3 845             | 3,1           | 264,50           | 15,0                           |
| Amherstburg                                                                   | Palier inférieur                                            | Ville                                                       | Essex                                                       | 21 556            | 21 748            | −0,9          | 185,68           | 116,1                          |
| The Archipelago (en)                                                          | Palier unique                                               | Canton                                                      | Parry Sound                                                 | 566               | 576               | −1,7          | 606,56           | 0,9                            |
| Armour (en)                                                                   | Palier unique                                               | Canton                                                      | Parry Sound                                                 | 1 372             | 1 249             | 9,8           | 164,44           | 8,3                            |
| Armstrong                                                                     | Palier unique                                               | Canton                                                      | Timiskaming                                                 | 1 216             | 1 155             | 5,3           | 90,33            | 13,5                           |
| Arnprior                                                                      | Palier inférieur                                            | Ville                                                       | Renfrew                                                     | 8 114             | 7 158             | 13,4          | 13,04            | 622,2                          |
| Arran-Elderslie (en)                                                          | Palier inférieur                                            | Municipalité                                                | Bruce                                                       | 6 810             | 6 747             | 0,9           | 460,13           | 14,8                           |
| Ashfield–Colborne–Wawanosh (en)                                               | Palier inférieur                                            | Canton                                                      | Huron                                                       | 5 582             | 5 409             | 3,2           | 587,08           | 9,5                            |
| Asphodel-Norwood                                                              | Palier inférieur                                            | Canton                                                      | Peterborough                                                | 4 041             | 4 247             | −4,9          | 160,98           | 25,1                           |
| Assiginack (en)                                                               | Palier unique                                               | Canton                                                      | Manitoulin                                                  | 960               | 914               | 5,0           | 227,87           | 4,2                            |
| Athens                                                                        | Palier inférieur                                            | Canton                                                      | Leeds et Grenville                                          | 3 118             | 3 086             | 1,0           | 127,77           | 24,4                           |
| Atikokan (en)                                                                 | Palier unique                                               | Ville                                                       | Rainy River                                                 | 2 787             | 3 293             | −15,4         | 319,29           | 8,7                            |
| Augusta                                                                       | Palier inférieur                                            | Canton                                                      | Leeds et Grenville                                          | 7 430             | 7 510             | −1,1          | 314,73           | 23,6                           |
| Aurora                                                                        | Palier inférieur                                            | Ville                                                       | York                                                        | 53 203            | 47 629            | 11,7          | 49,78            | 1 068,8                        |
| Aylmer                                                                        | Palier inférieur                                            | Ville                                                       | Elgin                                                       | 7 151             | 7 069             | 1,2           | 6,22             | 1 148,9                        |
| Baldwin (en)                                                                  | Palier unique                                               | Canton                                                      | Sudbury                                                     | 551               | 554               | −0,5          | 83,29            | 6,6                            |
| Bancroft                                                                      | Palier inférieur                                            | Ville                                                       | Hastings                                                    | 3 880             | 3 838             | 1,1           | 229,56           | 16,9                           |
| Barrie                                                                        | Palier unique                                               | Cité                                                        | Simcoe                                                      | 136 063           | 128 430           | 5,9           | 77,39            | 1 758,1                        |
| Bayham                                                                        | Palier inférieur                                            | Municipalité                                                | Elgin                                                       | 6 989             | 6 727             | 3,9           | 245,00           | 28,5                           |
| Beckwith (en)                                                                 | Palier inférieur                                            | Canton                                                      | Lanark                                                      | 6 986             | 6 387             | 9,4           | 240,51           | 29,0                           |
| Belleville                                                                    | Palier unique                                               | Cité                                                        | Hastings                                                    | 49 454            | 48 821            | 1,3           | 247,21           | 200,0                          |
| Billings (en)                                                                 | Palier unique                                               | Canton                                                      | Manitoulin                                                  | 506               | 539               | −6,1          | 209,30           | 2,4                            |
| Black River-Matheson                                                          | Palier unique                                               | Canton                                                      | Cochrane                                                    | 2 410             | 2 619             | −8,0          | 1 163,41         | 2,1                            |
| Blandford-Blenheim                                                            | Palier inférieur                                            | Canton                                                      | Oxford                                                      | 7 359             | 7 149             | 2,9           | 382,28           | 19,3                           |
| Blind River                                                                   | Palier unique                                               | Ville                                                       | Algoma                                                      | 3 549             | 3 780             | −6,1          | 526,46           | 6,7                            |
| The Blue Mountains (en)                                                       | Palier inférieur                                            | Ville                                                       | Grey                                                        | 6 453             | 6 825             | −5,5          | 287,23           | 22,5                           |
| Bluewater (en)                                                                | Palier inférieur                                            | Municipalité                                                | Huron                                                       | 7 044             | 7 120             | −1,1          | 416,99           | 16,9                           |
| Bonfield                                                                      | Palier unique                                               | Canton                                                      | Nipissing                                                   | 2 016             | 1 981             | 1,8           | 208,43           | 9,7                            |
| Bonnechere Valley                                                             | Palier inférieur                                            | Canton                                                      | Renfrew                                                     | 3 763             | 3 665             | 2,7           | 593,19           | 6,3                            |
| Bracebridge                                                                   | Palier inférieur                                            | Ville                                                       | Muskoka                                                     | 15 414            | 15 652            | −1,5          | 625,66           | 24,6                           |
| Bradford West Gwillimbury                                                     | Palier inférieur                                            | Ville                                                       | Simcoe                                                      | 28 077            | 24 039            | 16,8          | 201,03           | 139,7                          |
| Brampton                                                                      | Palier inférieur                                            | Cité                                                        | Peel                                                        | 523 911           | 433 806           | 20,8          | 266,34           | 1 967,1                        |
| Brant                                                                         | Palier unique                                               | Cité                                                        | Brant                                                       | 35 638            | 34 415            | 3,6           | 843,29           | 42,3                           |
| Brantford                                                                     | Palier unique                                               | Cité                                                        | Brant                                                       | 93 650            | 90 192            | 3,8           | 72,47            | 1 292,3                        |
| Brethour (en)                                                                 | Palier unique                                               | Canton                                                      | Timiskaming                                                 | 129               | 117               | 10,3          | 82,05            | 1,6                            |
| Brighton                                                                      | Palier inférieur                                            | Municipalité                                                | Northumberland                                              | 10 928            | 10 253            | 6,6           | 222,76           | 49,1                           |
| Brock (en)                                                                    | Palier inférieur                                            | Canton                                                      | Durham                                                      | 11 341            | 11 979            | −5,3          | 423,38           | 26,8                           |
| Brockton                                                                      | Palier inférieur                                            | Municipalité                                                | Bruce                                                       | 9 432             | 9 641             | −2,2          | 565,41           | 16,7                           |
| Brockville                                                                    | Palier unique                                               | Cité                                                        | Leeds et Grenville                                          | 21 870            | 21 957            | −0,4          | 20,90            | 1 046,2                        |
| Brooke-Alvinston (en)                                                         | Palier inférieur                                            | Municipalité                                                | Lambton                                                     | 2 548             | 2 661             | −4,2          | 311,30           | 8,2                            |
| Bruce Mines (en)                                                              | Palier unique                                               | Ville                                                       | Algoma                                                      | 566               | 584               | −3,1          | 6,13             | 92,3                           |
| Brudenell, Lyndoch and Raglan (en)                                            | Palier inférieur                                            | Canton                                                      | Renfrew                                                     | 1 658             | 1 497             | 10,8          | 705,83           | 2,3                            |
| Burk's Falls (en)                                                             | Palier unique                                               | Village                                                     | Parry Sound                                                 | 967               | 893               | 8,3           | 3,12             | 309,9                          |
| Burlington                                                                    | Palier inférieur                                            | Cité                                                        | Halton                                                      | 175 779           | 164 415           | 6,9           | 185,66           | 946,8                          |
| Burpee et Mills (en)                                                          | Palier unique                                               | Canton                                                      | Manitoulin                                                  | 308               | 329               | −6,4          | 218,48           | 1,4                            |
| Caledon                                                                       | Palier inférieur                                            | Ville                                                       | Peel                                                        | 59 460            | 57 050            | 4,2           | 688,15           | 86,4                           |
| Callander (en)                                                                | Palier unique                                               | Municipalité                                                | Parry Sound                                                 | 3 864             | 3 249             | 18,9          | 105,97           | 36,5                           |
| Calvin                                                                        | Palier unique                                               | Municipalité                                                | Nipissing                                                   | 568               | 608               | −6,6          | 140,89           | 4,0                            |
| Cambridge                                                                     | Palier inférieur                                            | Cité                                                        | Waterloo                                                    | 126 748           | 120 371           | 5,3           | 113,00           | 1 121,7                        |
| Carleton Place                                                                | Palier inférieur                                            | Ville                                                       | Lanark                                                      | 9 809             | 9 453             | 3,8           | 8,83             | 1 110,3                        |
| Carling (en)                                                                  | Palier unique                                               | Canton                                                      | Parry Sound                                                 | 1 248             | 1 123             | 11,1          | 248,56           | 5,0                            |
| Carlow/Mayo (en)                                                              | Palier inférieur                                            | Canton                                                      | Hastings                                                    | 892               | 950               | −6,1          | 390,94           | 2,3                            |
| Casey                                                                         | Palier unique                                               | Canton                                                      | Timiskaming                                                 | 374               | 385               | −2,9          | 80,75            | 4,6                            |
| Casselman                                                                     | Palier inférieur                                            | Village                                                     | Prescott et Russell                                         | 3 626             | 3 275             | 10,7          | 5,17             | 701,5                          |
| Cavan-Monaghan (en)                                                           | Palier inférieur                                            | Canton                                                      | Peterborough                                                | 8 601             | 8 828             | −2,6          | 306,22           | 28,1                           |
| Central Elgin (en)                                                            | Palier inférieur                                            | Municipalité                                                | Elgin                                                       | 12 743            | 12 723            | 0,2           | 280,23           | 45,5                           |
| Central Frontenac (en)                                                        | Palier inférieur                                            | Canton                                                      | Frontenac                                                   | 4 556             | 4 665             | −2,3          | 1 025,17         | 4,4                            |
| Central Huron (en)                                                            | Palier inférieur                                            | Municipalité                                                | Huron                                                       | 7 591             | 7 641             | −0,7          | 450,33           | 16,9                           |
| Central Manitoulin (en)                                                       | Palier unique                                               | Municipalité                                                | Manitoulin                                                  | 1 958             | 1 944             | 0,7           | 431,53           | 4,5                            |
| Centre Hastings (en)                                                          | Palier inférieur                                            | Municipalité                                                | Hastings                                                    | 4 543             | 4 386             | 3,6           | 222,76           | 20,4                           |
| Centre Wellington (en)                                                        | Palier inférieur                                            | Canton                                                      | Wellington                                                  | 26 693            | 26 049            | 2,5           | 407,53           | 65,5                           |
| Chamberlain (en)                                                              | Palier unique                                               | Canton                                                      | Timiskaming                                                 | 297               | 322               | −7,8          | 110,22           | 2,7                            |
| Champlain                                                                     | Palier inférieur                                            | Canton                                                      | Prescott et Russell                                         | 8 573             | 8 683             | −1,3          | 207,24           | 41,4                           |
| Chapleau                                                                      | Palier unique                                               | Canton                                                      | Sudbury                                                     | 2 116             | 2 354             | −10,1         | 14,27            | 148,3                          |
| Chapple (en)                                                                  | Palier unique                                               | Canton                                                      | Rainy River                                                 | 741               | 856               | −13,4         | 529,02           | 1,4                            |
| Charlton and Dack (en)                                                        | Palier unique                                               | Municipalité                                                | Timiskaming                                                 | 671               | 613               | 9,5           | 92,36            | 7,3                            |
| Chatham-Kent                                                                  | Palier unique                                               | Municipalité                                                | Chatham-Kent                                                | 103 671           | 108 177           | −4,2          | 2 458,09         | 42,2                           |
| Chatsworth (en)                                                               | Palier inférieur                                            | Canton                                                      | Grey                                                        | 6 437             | 6 392             | 0,7           | 596,18           | 10,8                           |
| Chisholm                                                                      | Palier unique                                               | Canton                                                      | Nipissing                                                   | 1 263             | 1 318             | −4,2          | 206,79           | 6,1                            |
| Clarence-Rockland                                                             | Palier inférieur                                            | Cité                                                        | Prescott et Russell                                         | 23 185            | 20 790            | 11,5          | 297,86           | 77,8                           |
| Clarington                                                                    | Palier inférieur                                            | Municipalité                                                | Durham                                                      | 84 548            | 77 820            | 8,6           | 611,30           | 138,3                          |
| Clearview                                                                     | Palier inférieur                                            | Canton                                                      | Simcoe                                                      | 13 734            | 14 088            | −2,5          | 557,44           | 24,6                           |
| Cobalt                                                                        | Palier unique                                               | Ville                                                       | Timiskaming                                                 | 1 133             | 1 224             | −7,4          | 2,05             | 553                            |
| Cobourg                                                                       | Palier inférieur                                            | Ville                                                       | Northumberland                                              | 18 519            | 18 210            | 1,7           | 22,37            | 827,8                          |
| Cochrane                                                                      | Palier unique                                               | Ville                                                       | Cochrane                                                    | 5 340             | 5 487             | −2,7          | 539,02           | 9,9                            |
| Cockburn Island                                                               | Palier unique                                               | Canton                                                      | Manitoulin                                                  | 0                 | 10                | −100,0        | 171,04           | 0,0                            |
| Coleman (en)                                                                  | Palier unique                                               | Canton                                                      | Timiskaming                                                 | 597               | 540               | 10,6          | 178,82           | 3,3                            |
| Collingwood                                                                   | Palier inférieur                                            | Ville                                                       | Simcoe                                                      | 19 241            | 17 290            | 11,3          | 33,46            | 575,1                          |
| Conmee (en)                                                                   | Palier unique                                               | Canton                                                      | Thunder Bay                                                 | 764               | 740               | 3,2           | 168,81           | 4,5                            |
| Cornwall                                                                      | Palier unique                                               | Cité                                                        | Stormont, Dundas et Glengarry                               | 46 340            | 45 965            | 0,8           | 61,52            | 753,2                          |
| Cramahe                                                                       | Palier inférieur                                            | Canton                                                      | Northumberland                                              | 6 073             | 5 950             | 2,1           | 201,98           | 30,1                           |
| Dawn-Euphemia (en)                                                            | Palier inférieur                                            | Canton                                                      | Lambton                                                     | 2 049             | 2 190             | −6,4          | 445,13           | 4,6                            |
| Dawson                                                                        | Palier unique                                               | Canton                                                      | Rainy River                                                 | 563               | 620               | −9,2          | 338,35           | 1,7                            |
| Deep River                                                                    | Palier inférieur                                            | Ville                                                       | Renfrew                                                     | 4 193             | 4 216             | −0,5          | 50,90            | 82,4                           |
| Deseronto                                                                     | Palier inférieur                                            | Ville                                                       | Hastings                                                    | 1 835             | 1 824             | 0,6           | 2,52             | 728,3                          |
| Dorion (en)                                                                   | Palier unique                                               | Canton                                                      | Thunder Bay                                                 | 338               | 379               | −10,8         | 212,12           | 1,6                            |
| Douro-Dummer (en)                                                             | Palier inférieur                                            | Canton                                                      | Peterborough                                                | 6 805             | 6 954             | −2,1          | 458,98           | 14,8                           |
| Drummond/North Elmsley (en)                                                   | Palier inférieur                                            | Canton                                                      | Lanark                                                      | 7 487             | 7 118             | 5,2           | 366,03           | 20,5                           |
| Dryden                                                                        | Palier unique                                               | Cité                                                        | Kenora                                                      | 7 617             | 8 195             | −7,1          | 65,84            | 115,7                          |
| Dubreuilville                                                                 | Palier unique                                               | Canton                                                      | Algoma                                                      | 635               | 773               | −17,9         | 89,57            | 7,1                            |
| Dutton/Dunwich (en)                                                           | Palier inférieur                                            | Municipalité                                                | Elgin                                                       | 3 876             | 3 821             | 1,4           | 294,64           | 13,2                           |
| Dysart, Dudley, Harcourt, Guilford, Harburn, Bruton, Havelock, Eyre and Clyde | Palier inférieur                                            | Canton                                                      | Haliburton                                                  | 5 966             | 5 526             | 8,0           | 1 483,51         | 4,0                            |
| Ear Falls (en)                                                                | Palier unique                                               | Canton                                                      | Kenora                                                      | 1 026             | 1 153             | −11,0         | 331,03           | 3,1                            |
| East Ferris                                                                   | Palier unique                                               | Canton                                                      | Nipissing                                                   | 4 766             | 4 228             | 12,7          | 155,03           | 30,7                           |
| East Garafraxa (en)                                                           | Palier inférieur                                            | Canton                                                      | Dufferin                                                    | 2 595             | 2 389             | 8,6           | 166,04           | 15,6                           |
| East Gwillimbury                                                              | Palier inférieur                                            | Ville                                                       | York                                                        | 22 473            | 21 069            | 6,7           | 245,03           | 91,7                           |
| East Zorra-Tavistock                                                          | Palier inférieur                                            | Canton                                                      | Oxford                                                      | 6 836             | 7 008             | −2,5          | 242,30           | 28,2                           |
| Edwardsburgh/Cardinal (en)                                                    | Palier inférieur                                            | Canton                                                      | Leeds et Grenville                                          | 6 959             | 6 689             | 4,0           | 312,34           | 22,3                           |
| Elizabethtown-Kitley                                                          | Palier inférieur                                            | Canton                                                      | Leeds et Grenville                                          | 9 724             | 10 201            | −4,7          | 557,80           | 17,4                           |
| Elliot Lake                                                                   | Palier unique                                               | Cité                                                        | Algoma                                                      | 11 348            | 11 549            | −1,7          | 714,56           | 15,9                           |
| Emo (en)                                                                      | Palier unique                                               | Canton                                                      | Rainy River                                                 | 1 252             | 1 305             | −4,1          | 203,54           | 6,2                            |
| Englehart                                                                     | Palier unique                                               | Ville                                                       | Timiskaming                                                 | 1 519             | 1 494             | 1,7           | 3,04             | 499,9                          |
| Enniskillen (en)                                                              | Palier inférieur                                            | Canton                                                      | Lambton                                                     | 2 930             | 3 122             | −6,1          | 338,18           | 8,7                            |
| Erin                                                                          | Palier inférieur                                            | Ville                                                       | Wellington                                                  | 10 770            | 11 148            | −3,4          | 297,75           | 36,2                           |
| Espanola                                                                      | Palier unique                                               | Ville                                                       | Sudbury                                                     | 5 364             | 5 314             | 0,9           | 82,44            | 65,1                           |
| Essa (en)                                                                     | Palier inférieur                                            | Canton                                                      | Simcoe                                                      | 18 505            | 16 901            | 9,5           | 280,07           | 66,1                           |
| Essex                                                                         | Palier inférieur                                            | Ville                                                       | Essex                                                       | 19 600            | 20 032            | −2,2          | 277,92           | 70,5                           |
| Évanturel (en)                                                                | Palier unique                                               | Canton                                                      | Timiskaming                                                 | 452               | 473               | −4,4          | 88,99            | 5,1                            |
| Faraday (en)                                                                  | Palier inférieur                                            | Canton                                                      | Hastings                                                    | 1 468             | 1 578             | −7,0          | 217,97           | 6,7                            |
| Fauquier-Strickland                                                           | Palier unique                                               | Canton                                                      | Cochrane                                                    | 530               | 568               | −6,7          | 1 013,90         | 0,5                            |
| Fort Érié                                                                     | Palier inférieur                                            | Ville                                                       | Niagara                                                     | 29 960            | 29 925            | 0,1           | 166,24           | 180,2                          |
| Fort Frances                                                                  | Palier unique                                               | Ville                                                       | Rainy River                                                 | 7 952             | 8 103             | −1,9          | 26,85            | 296,2                          |
| Front of Yonge (en)                                                           | Palier inférieur                                            | Canton                                                      | Leeds et Grenville                                          | 2 752             | 2 803             | −1,8          | 128,47           | 21,4                           |
| Frontenac Islands (en)                                                        | Palier inférieur                                            | Canton                                                      | Frontenac                                                   | 1 864             | 1 862             | 0,1           | 175,04           | 10,6                           |
| Gananoque                                                                     | Palier unique                                               | Ville                                                       | Leeds et Grenville                                          | 5 194             | 5 285             | −1,7          | 7,01             | 740,8                          |
| Gauthier                                                                      | Palier unique                                               | Canton                                                      | Timiskaming                                                 | 123               | 133               | −7,5          | 88,59            | 1,4                            |
| Georgian Bay                                                                  | Palier inférieur                                            | Canton                                                      | Muskoka                                                     | 2 482             | 2 340             | 6,1           | 546,97           | 4,5                            |
| Georgian Bluffs (en)                                                          | Palier inférieur                                            | Canton                                                      | Grey                                                        | 10 404            | 10 506            | −1,0          | 604,36           | 17,2                           |
| Georgina                                                                      | Palier inférieur                                            | Ville                                                       | York                                                        | 43 517            | 42 346            | 2,8           | 287,72           | 151,2                          |
| Gillies (en)                                                                  | Palier unique                                               | Canton                                                      | Thunder Bay                                                 | 473               | 544               | −13,1         | 93,02            | 5,1                            |
| Glengarry Nord                                                                | Palier inférieur                                            | Canton                                                      | Stormont, Dundas et Glengarry                               | 10 251            | 10 635            | −3,6          | 643,69           | 15,9                           |
| Goderich                                                                      | Palier inférieur                                            | Ville                                                       | Huron                                                       | 7 521             | 7 563             | −0,6          | 7,91             | 950,8                          |
| Gordon/Barrie Island (en)                                                     | Palier unique                                               | Municipalité                                                | Manitoulin                                                  | 526               | 459               | 14,6          | 268,14           | 2,0                            |
| Gore Bay (en)                                                                 | Palier unique                                               | Ville                                                       | Manitoulin                                                  | 850               | 924               | −8,0          | 5,27             | 161,4                          |
| Grand Valley (en)                                                             | Palier inférieur                                            | Ville                                                       | Dufferin                                                    | 2 726             | 2 844             | −4,1          | 158,23           | 17,2                           |
| Gravenhurst                                                                   | Palier inférieur                                            | Ville                                                       | Muskoka                                                     | 12 055            | 11 046            | 9,1           | 518,59           | 23,2                           |
| Greater Madawaska                                                             | Palier inférieur                                            | Canton                                                      | Renfrew                                                     | 2 485             | 2 751             | −9,7          | 1 034,33         | 2,4                            |
| Greater Napanee                                                               | Palier inférieur                                            | Ville                                                       | Lennox et Addington                                         | 15 511            | 15 400            | 0,7           | 461,31           | 33,6                           |
| Grand Sudbury                                                                 | Palier unique                                               | Cité                                                        | Sudbury                                                     | 160 274           | 157 857           | 1,5           | 3 227,38         | 49,7                           |
| Greenstone                                                                    | Palier unique                                               | Municipalité                                                | Thunder Bay                                                 | 4 724             | 4 886             | −3,3          | 2 767,76         | 1,7                            |
| Grey Highlands (en)                                                           | Palier inférieur                                            | Municipalité                                                | Grey                                                        | 9 520             | 9 480             | 0,4           | 882,44           | 10,8                           |
| Grimsby                                                                       | Palier inférieur                                            | Ville                                                       | Niagara                                                     | 25 325            | 23 937            | 5,8           | 68,96            | 367,2                          |
| Guelph/Eramosa (en)                                                           | Palier inférieur                                            | Canton                                                      | Wellington                                                  | 12 380            | 12 066            | 2,6           | 291,71           | 42,4                           |
| Guelph                                                                        | Palier unique                                               | Cité                                                        | Wellington                                                  | 121 688           | 114 943           | 5,9           | 87,20            | 1 395,4                        |
| Haldimand                                                                     | Palier unique                                               | Cité                                                        | Haldimand                                                   | 44 876            | 45 212            | −0,7          | 1 251,57         | 35,9                           |
| Halton Hills                                                                  | Palier inférieur                                            | Ville                                                       | Halton                                                      | 59 008            | 55 289            | 6,7           | 276,25           | 213,6                          |
| Hamilton (en)                                                                 | Palier inférieur                                            | Canton                                                      | Northumberland                                              | 10 702            | 10 972            | −2,5          | 256,12           | 41,8                           |
| Hamilton                                                                      | Palier unique                                               | Cité                                                        | Hamilton                                                    | 519 949           | 504 559           | 3,1           | 1 117,23         | 465,4                          |
| Hanover                                                                       | Palier inférieur                                            | Ville                                                       | Grey                                                        | 7 490             | 7 147             | 4,8           | 9,81             | 763,8                          |
| Harley (en)                                                                   | Palier unique                                               | Canton                                                      | Timiskaming                                                 | 539               | 551               | −2,2          | 91,73            | 5,9                            |
| Harris (en)                                                                   | Palier unique                                               | Canton                                                      | Timiskaming                                                 | 523               | 512               | 2,1           | 50,17            | 10,4                           |
| Hastings Highlands (en)                                                       | Palier inférieur                                            | Municipalité                                                | Hastings                                                    | 4 168             | 4 033             | 3,3           | 972,54           | 4,3                            |
| Havelock-Belmont-Methuen (en)                                                 | Palier inférieur                                            | Canton                                                      | Peterborough                                                | 4 523             | 4 637             | −2,5          | 543,59           | 8,3                            |
| Hawkesbury                                                                    | Palier inférieur                                            | Ville                                                       | Prescott et Russell                                         | 10 551            | 10 869            | −2,9          | 9,46             | 1 115,6                        |
| Hawkesbury Est                                                                | Palier inférieur                                            | Canton                                                      | Prescott et Russell                                         | 3 335             | 3 368             | −1,0          | 235,18           | 14,2                           |
| Head, Clara and Maria (en)                                                    | Palier inférieur                                            | Canton                                                      | Renfrew                                                     | 235               | 228               | 3,1           | 728,15           | 0,3                            |
| Hearst                                                                        | Palier unique                                               | Ville                                                       | Cochrane                                                    | 5 090             | 5 620             | −9,4          | 98,73            | 51,6                           |
| Highlands East (en)                                                           | Palier inférieur                                            | Municipalité                                                | Haliburton                                                  | 3 249             | 3 089             | 5,2           | 705,42           | 4,6                            |
| Hilliard                                                                      | Palier unique                                               | Canton                                                      | Timiskaming                                                 | 204               | 222               | −8,1          | 91,18            | 2,2                            |
| Hilton Beach (en)                                                             | Palier unique                                               | Village                                                     | Algoma                                                      | 145               | 172               | −15,7         | 2,46             | 59,0                           |
| Hilton (en)                                                                   | Palier unique                                               | Canton                                                      | Algoma                                                      | 261               | 243               | 7,4           | 115,78           | 2,3                            |
| Hornepayne                                                                    | Palier unique                                               | Canton                                                      | Algoma                                                      | 1 050             | 1 209             | −13,2         | 204,52           | 5,1                            |
| Horton (en)                                                                   | Palier inférieur                                            | Canton                                                      | Renfrew                                                     | 2 719             | 2 803             | −3,0          | 158,53           | 17,2                           |
| Howick                                                                        | Palier inférieur                                            | Canton                                                      | Huron                                                       | 3 856             | 3 882             | −0,7          | 287,18           | 13,4                           |
| Hudson (en)                                                                   | Palier unique                                               | Canton                                                      | Timiskaming                                                 | 476               | 455               | 4,6           | 90,64            | 5,3                            |
| Huntsville                                                                    | Palier inférieur                                            | Ville                                                       | Muskoka                                                     | 19 056            | 18 280            | 4,2           | 710,64           | 26,8                           |
| Huron East (en)                                                               | Palier inférieur                                            | Municipalité                                                | Huron                                                       | 9 264             | 9 310             | −0,5          | 669,26           | 13,8                           |
| Huron Shores (en)                                                             | Palier unique                                               | Municipalité                                                | Algoma                                                      | 1 723             | 1 696             | 1,6           | 455,59           | 3,8                            |
| Huron-Kinloss (en)                                                            | Palier inférieur                                            | Canton                                                      | Bruce                                                       | 6 790             | 6 515             | 4,2           | 440,63           | 15,4                           |
| Ignace                                                                        | Palier unique                                               | Canton                                                      | Kenora                                                      | 1 202             | 1 431             | −16,0         | 72,66            | 16,5                           |
| Ingersoll                                                                     | Palier inférieur                                            | Ville                                                       | Oxford                                                      | 12 146            | 11 760            | 3,3           | 12,90            | 941,8                          |
| Innisfil                                                                      | Palier inférieur                                            | Ville                                                       | Simcoe                                                      | 32 727            | 31 175            | 5,0           | 284,21           | 115,2                          |
| Iroquois Falls                                                                | Palier unique                                               | Ville                                                       | Cochrane                                                    | 4 595             | 4 729             | −2,8          | 599,92           | 7,7                            |
| James (en)                                                                    | Palier unique                                               | Canton                                                      | Timiskaming                                                 | 424               | 414               | 2,4           | 86,19            | 4,9                            |
| Jocelyn (en)                                                                  | Palier unique                                               | Canton                                                      | Algoma                                                      | 237               | 277               | −14,4         | 131,37           | 1,8                            |
| Johnson (en)                                                                  | Palier unique                                               | Canton                                                      | Algoma                                                      | 750               | 701               | 7,0           | 120,38           | 6,2                            |
| Joly (en)                                                                     | Palier unique                                               | Canton                                                      | Parry Sound                                                 | 284               | 280               | 1,4           | 194,33           | 1,5                            |
| Kapuskasing                                                                   | Palier unique                                               | Ville                                                       | Cochrane                                                    | 8 196             | 8 509             | −3,7          | 84,13            | 97,4                           |
| Kawartha Lakes                                                                | Palier unique                                               | Cité                                                        | Kawartha Lakes                                              | 73 214            | 74 561            | −1,8          | 3 083,06         | 23,7                           |
| Kearney (en)                                                                  | Palier unique                                               | Ville                                                       | Parry Sound                                                 | 841               | 798               | 5,4           | 531,31           | 1,6                            |
| Kenora                                                                        | Palier unique                                               | Cité                                                        | Kenora                                                      | 15 348            | 15 177            | 1,1           | 211,75           | 72,5                           |
| Kerns (en)                                                                    | Palier unique                                               | Canton                                                      | Timiskaming                                                 | 359               | 325               | 10,5          | 90,44            | 4,0                            |
| Killaloe, Hagarty and Richards (en)                                           | Palier inférieur                                            | Canton                                                      | Renfrew                                                     | 2 402             | 2 550             | −5,8          | 395,98           | 6,1                            |
| Killarney (Ontario) (en)                                                      | Palier unique                                               | Municipalité                                                | Sudbury                                                     | 505               | 459               | 10,0          | 1 654,58         | 0,3                            |
| Kincardine                                                                    | Palier inférieur                                            | Municipalité                                                | Bruce                                                       | 11 174            | 11 173            | 0,0           | 538,02           | 20,8                           |
| King (en)                                                                     | Palier inférieur                                            | Canton                                                      | York                                                        | 19 899            | 19 487            | 2,1           | 333,30           | 59,7                           |
| Kingston                                                                      | Palier unique                                               | Cité                                                        | Frontenac                                                   | 123 363           | 117 207           | 5,3           | 451,17           | 273,4                          |
| Kingsville                                                                    | Palier inférieur                                            | Ville                                                       | Essex                                                       | 21 362            | 20 908            | 2,2           | 246,84           | 86,5                           |
| Kirkland Lake                                                                 | Palier unique                                               | Ville                                                       | Timiskaming                                                 | 8 493             | 8 248             | 3,0           | 262,54           | 32,3                           |
| Kitchener                                                                     | Palier inférieur                                            | Cité                                                        | Waterloo                                                    | 219 153           | 204 668           | 7,1           | 136,79           | 1 602,1                        |
| La Vallee (en)                                                                | Palier unique                                               | Canton                                                      | Rainy River                                                 | 988               | 1 067             | −7,4          | 237,50           | 4,2                            |
| Laird (en)                                                                    | Palier unique                                               | Canton                                                      | Algoma                                                      | 1 057             | 1 078             | −1,9          | 102,43           | 10,3                           |
| Lake of Bays (en)                                                             | Palier inférieur                                            | Canton                                                      | Muskoka                                                     | 3 506             | 3 570             | −1,8          | 677,58           | 5,2                            |
| Lake of the Woods (en)                                                        | Palier unique                                               | Canton                                                      | Rainy River                                                 | 296               | 323               | −8,4          | 751,95           | 0,4                            |
| Lakeshore                                                                     | Palier inférieur                                            | Ville                                                       | Essex                                                       | 34 546            | 33 245            | 3,9           | 530,32           | 65,1                           |
| Lambton Shores (en)                                                           | Palier inférieur                                            | Municipalité                                                | Lambton                                                     | 10 656            | 11 150            | −4,4          | 331,08           | 32,2                           |
| Lanark Highlands (en)                                                         | Palier inférieur                                            | Canton                                                      | Lanark                                                      | 5 128             | 5 180             | −1,0          | 1 048,19         | 4,9                            |
| Larder Lake                                                                   | Palier unique                                               | Canton                                                      | Timiskaming                                                 | 684               | 735               | −6,9          | 229,65           | 3,0                            |
| LaSalle                                                                       | Palier inférieur                                            | Ville                                                       | Essex                                                       | 28 643            | 27 652            | 3,6           | 65,30            | 438,6                          |
| Latchford (en)                                                                | Palier unique                                               | Ville                                                       | Timiskaming                                                 | 387               | 390               | −0,8          | 153,35           | 2,5                            |
| Laurentian Hills (en)                                                         | Palier inférieur                                            | Ville                                                       | Renfrew                                                     | 2 811             | 2 789             | 0,8           | 640,48           | 4,4                            |
| Laurentian Valley                                                             | Palier inférieur                                            | Canton                                                      | Renfrew                                                     | 9 657             | 9 265             | 4,2           | 552,44           | 17,5                           |
| Leamington                                                                    | Palier inférieur                                            | Municipalité                                                | Essex                                                       | 28 403            | 28 833            | −1,5          | 261,92           | 108,4                          |
| Leeds and the Thousand Islands                                                | Palier inférieur                                            | Canton                                                      | Leeds et Grenville                                          | 9 277             | 9 435             | −1,7          | 612,51           | 15,1                           |
| Limerick (en)                                                                 | Palier inférieur                                            | Canton                                                      | Hastings                                                    | 352               | 364               | −3,3          | 205,68           | 1,7                            |
| Lincoln                                                                       | Palier inférieur                                            | Ville                                                       | Niagara                                                     | 22 487            | 21 722            | 3,5           | 162,86           | 138,1                          |
| London                                                                        | Palier unique                                               | Cité                                                        | Middlesex                                                   | 366 151           | 352 395           | 3,9           | 420,57           | 870,6                          |
| Loyalist                                                                      | Palier inférieur                                            | Canton                                                      | Lennox et Addington                                         | 16 221            | 15 062            | 7,7           | 341,04           | 47,6                           |
| Lucan Biddulph (en)                                                           | Palier inférieur                                            | Canton                                                      | Middlesex                                                   | 4 338             | 4 187             | 3,6           | 169,15           | 25,6                           |
| Macdonald, Meredith and Aberdeen Additional (en)                              | Palier unique                                               | Canton                                                      | Algoma                                                      | 1 464             | 1 550             | −5,5          | 163,52           | 9,0                            |
| Machar (en)                                                                   | Palier unique                                               | Canton                                                      | Parry Sound                                                 | 923               | 866               | 6,6           | 184,62           | 5,0                            |
| Machin                                                                        | Palier unique                                               | Canton                                                      | Kenora                                                      | 935               | 978               | −4,4          | 289,84           | 3,2                            |
| Madawaska Valley (en)                                                         | Palier inférieur                                            | Canton                                                      | Renfrew                                                     | 4 282             | 4 381             | −2,3          | 671,85           | 6,4                            |
| Madoc                                                                         | Palier inférieur                                            | Canton                                                      | Hastings                                                    | 2 197             | 2 069             | 6,2           | 277,97           | 7,9                            |
| Magnetawan (en)                                                               | Palier unique                                               | Municipalité                                                | Parry Sound                                                 | 1 454             | 1 610             | −9,7          | 531,83           | 2,7                            |
| Malahide (en)                                                                 | Palier inférieur                                            | Canton                                                      | Elgin                                                       | 9 146             | 8 828             | 3,6           | 395,08           | 23,2                           |
| Manitouwadge (en)                                                             | Palier unique                                               | Canton                                                      | Thunder Bay                                                 | 2 105             | 2 300             | −8,5          | 352,06           | 6,0                            |
| Mapleton (en)                                                                 | Palier inférieur                                            | Canton                                                      | Wellington                                                  | 9 989             | 9 851             | 1,4           | 534,81           | 18,7                           |
| Marathon                                                                      | Palier unique                                               | Ville                                                       | Thunder Bay                                                 | 3 353             | 3 863             | −13,2         | 170,48           | 19,7                           |
| Markham                                                                       | Palier inférieur                                            | Cité                                                        | York                                                        | 301 709           | 261 573           | 15,3          | 212,58           | 1 419,3                        |
| Markstay-Warren (en)                                                          | Palier unique                                               | Municipalité                                                | Sudbury                                                     | 2 297             | 2 475             | −7,2          | 513,10           | 4,5                            |
| Marmora and Lake (en)                                                         | Palier inférieur                                            | Municipalité                                                | Hastings                                                    | 4 074             | 3 912             | 4,1           | 556,19           | 7,3                            |
| Matachewan (en)                                                               | Palier unique                                               | Canton                                                      | Timiskaming                                                 | 409               | 375               | 9,1           | 543,63           | 0,8                            |
| Mattawa                                                                       | Palier unique                                               | Ville                                                       | Nipissing                                                   | 2 023             | 2 003             | 1,0           | 3,66             | 553,5                          |
| Mattawan (en)                                                                 | Palier unique                                               | Canton                                                      | Nipissing                                                   | 162               | 147               | 10,2          | 200,96           | 0,8                            |
| Mattice-Val Côté                                                              | Palier unique                                               | Canton                                                      | Cochrane                                                    | 686               | 772               | −11,1         | 414,64           | 1,7                            |
| McDougall (en)                                                                | Palier unique                                               | Canton                                                      | Parry Sound                                                 | 2 705             | 2 704             | 0,0           | 268,30           | 10,1                           |
| McGarry                                                                       | Palier unique                                               | Canton                                                      | Timiskaming                                                 | 595               | 674               | −11,7         | 86,72            | 6,9                            |
| McKellar (en)                                                                 | Palier unique                                               | Canton                                                      | Parry Sound                                                 | 1 144             | 1 080             | 5,9           | 181,12           | 6,3                            |
| McMurrich/Monteith (en)                                                       | Palier unique                                               | Canton                                                      | Parry Sound                                                 | 779               | 791               | −1,5          | 278,13           | 2,8                            |
| McNab/Braeside (en)                                                           | Palier inférieur                                            | Canton                                                      | Renfrew                                                     | 7 371             | 7 222             | 2,1           | 255,74           | 28,8                           |
| Meaford (en)                                                                  | Palier inférieur                                            | Municipalité                                                | Grey                                                        | 11 100            | 10 948            | 1,4           | 588,61           | 18,9                           |
| Melancthon (en)                                                               | Palier inférieur                                            | Canton                                                      | Dufferin                                                    | 2 839             | 2 895             | −1,9          | 310,96           | 9,1                            |
| Merrickville-Wolford                                                          | Palier inférieur                                            | Village                                                     | Leeds et Grenville                                          | 2 850             | 2 867             | −0,6          | 214,49           | 13,3                           |
| Middlesex Centre (en)                                                         | Palier inférieur                                            | Municipalité                                                | Middlesex                                                   | 16 487            | 15 589            | 5,8           | 588,15           | 28,0.                          |
| Midland                                                                       | Palier inférieur                                            | Ville                                                       | Simcoe                                                      | 16 572            | 16 330            | 1,5           | 35,37            | 468,5                          |
| Milton                                                                        | Palier inférieur                                            | Ville                                                       | Halton                                                      | 84 362            | 53 889            | 56,5          | 363,22           | 232,3                          |
| Minden Hills (en)                                                             | Palier inférieur                                            | Canton                                                      | Haliburton                                                  | 5 655             | 5 556             | 1,8           | 878,17           | 6,4                            |
| Minto                                                                         | Palier inférieur                                            | Ville                                                       | Wellington                                                  | 8 334             | 8 504             | −2,0          | 300,57           | 27,7                           |
| Mississauga                                                                   | Palier inférieur                                            | Cité                                                        | Peel                                                        | 713 443           | 668 599           | 6,7           | 292,40           | 2 439,9                        |
| Mississippi Mills                                                             | Palier inférieur                                            | Ville                                                       | Lanark                                                      | 12 385            | 11 734            | 5,5           | 519,53           | 23,8                           |
| Mono (en)                                                                     | Palier inférieur                                            | Ville                                                       | Dufferin                                                    | 7 546             | 7 071             | 6,7           | 277,78           | 27,2                           |
| Montague (en)                                                                 | Palier inférieur                                            | Canton                                                      | Lanark                                                      | 3 483             | 3 209             | 8,5           | 279,74           | 12,5                           |
| Moonbeam                                                                      | Palier unique                                               | Canton                                                      | Cochrane                                                    | 1 101             | 1 298             | −15,2         | 235,65           | 4,7                            |
| Moosonee                                                                      | Palier unique                                               | Ville                                                       | Cochrane                                                    | 1 725             | 2 006             | −14,0         | 550,12           | 3,1                            |
| Morley (en)                                                                   | Palier unique                                               | Canton                                                      | Rainy River                                                 | 474               | 492               | −3,7          | 375,61           | 1,3                            |
| Morris-Turnberry (en)                                                         | Palier inférieur                                            | Municipalité                                                | Huron                                                       | 3 413             | 3 403             | 0,3           | 376,55           | 9,1                            |
| Mulmur (en)                                                                   | Palier inférieur                                            | Canton                                                      | Dufferin                                                    | 3 391             | 3 318             | 2,2           | 286,73           | 11,8                           |
| Muskoka Lakes                                                                 | Palier inférieur                                            | Canton                                                      | Muskoka                                                     | 6 707             | 6 467             | 3,7           | 794,48           | 8,4                            |
| Nairn and Hyman (en)                                                          | Palier unique                                               | Canton                                                      | Sudbury                                                     | 477               | 493               | −3,2          | 160,94           | 3,0                            |
| La Nation                                                                     | Palier inférieur                                            | Municipalité                                                | Prescott et Russell                                         | 11 668            | 10 662            | 9,4           | 658,03           | 17,7                           |
| Neebing                                                                       | Palier unique                                               | Municipalité                                                | Thunder Bay                                                 | 1 986             | 2 184             | −9,1          | 877,60           | 2,3                            |
| New Tecumseth                                                                 | Palier inférieur                                            | Ville                                                       | Simcoe                                                      | 30 234            | 27 701            | 9,1           | 274,18           | 110,3                          |
| Newbury                                                                       | Palier inférieur                                            | Village                                                     | Middlesex                                                   | 447               | 439               | 1,8           | 1,85             | 241,0                          |
| Newmarket                                                                     | Palier inférieur                                            | Ville                                                       | York                                                        | 79 978            | 74 295            | 7,6           | 38,33            | 2 086,3                        |
| Niagara Falls                                                                 | Palier inférieur                                            | Cité                                                        | Niagara                                                     | 82 997            | 82 184            | 1,0           | 209,71           | 395,8                          |
| Niagara-on-the-Lake                                                           | Palier inférieur                                            | Ville                                                       | Niagara                                                     | 15 400            | 14 587            | 5,6           | 132,83           | 115,9                          |
| Nipigon (en)                                                                  | Palier unique                                               | Canton                                                      | Thunder Bay                                                 | 1 631             | 1 752             | −6,9          | 109,14           | 14,9                           |
| Nipissing (en)                                                                | Palier unique                                               | Canton                                                      | Parry Sound                                                 | 1 704             | 1 642             | 3,8           | 393,60           | 4,3                            |
| Nipissing Ouest                                                               | Palier unique                                               | Municipalité                                                | Nipissing                                                   | 14 149            | 13 410            | 5,5           | 1 992,08         | 7,1                            |
| Norfolk                                                                       | Palier unique                                               | Cité                                                        | Norfolk                                                     | 63 175            | 62 563            | 1,0.          | 1 607,60         | 39,3                           |
| North Algona Wilberforce (en)                                                 | Palier inférieur                                            | Canton                                                      | Renfrew                                                     | 2 873             | 2 840             | 1,2           | 378,53           | 7,6                            |
| North Bay                                                                     | Palier unique                                               | Cité                                                        | Nipissing                                                   | 53 651            | 53 966            | −0,6          | 319,05           | 168,2                          |
| North Dumfries (en)                                                           | Palier inférieur                                            | Canton                                                      | Waterloo                                                    | 9 334             | 9 063             | 3,0           | 187,44           | 49,8                           |
| North Dundas                                                                  | Palier inférieur                                            | Canton                                                      | Stormont, Dundas et Glengarry                               | 11 225            | 11 095            | 1,2           | 503,21           | 22,3                           |
| North Frontenac (en)                                                          | Palier inférieur                                            | Canton                                                      | Frontenac                                                   | 1 842             | 1 904             | −3,3          | 1 164,73         | 1,6                            |
| North Grenville                                                               | Palier inférieur                                            | Municipalité                                                | Leeds et Grenville                                          | 15 085            | 14 198            | 6,2           | 352,14           | 42,8                           |
| North Huron (en)                                                              | Palier inférieur                                            | Canton                                                      | Huron                                                       | 4 884             | 5 015             | −2,6          | 178,98           | 27,3                           |
| North Kawartha (en)                                                           | Palier inférieur                                            | Canton                                                      | Peterborough                                                | 2 289             | 2 342             | −2,3          | 776,04           | 2,9                            |
| North Middlesex (en)                                                          | Palier inférieur                                            | Municipalité                                                | Middlesex                                                   | 6 658             | 6 740             | −1,2          | 597,90           | 11,1                           |
| North Perth                                                                   | Palier inférieur                                            | Municipalité                                                | Perth                                                       | 12 631            | 12 254            | 3,1           | 493,19           | 25,6                           |
| The North Shore (en)                                                          | Palier unique                                               | Canton                                                      | Algoma                                                      | 509               | 549               | −7,3          | 238,94           | 2,1                            |
| North Stormont                                                                | Palier inférieur                                            | Canton                                                      | Stormont, Dundas et Glengarry                               | 6 775             | 6 769             | 0,1           | 515,65           | 13,1                           |
| Northeastern Manitoulin and the Islands (en)                                  | Palier unique                                               | Ville                                                       | Manitoulin                                                  | 2 706             | 2 711             | −0,2          | 495,68           | 5,5                            |
| Northern Bruce Peninsula (en)                                                 | Palier inférieur                                            | Municipalité                                                | Bruce                                                       | 3 744             | 3 850             | −2,8          | 781,77           | 4,8                            |
| Norwich                                                                       | Palier inférieur                                            | Canton                                                      | Oxford                                                      | 10 721            | 10 481            | 2,3           | 431,28           | 24,9                           |
| Oakville                                                                      | Palier inférieur                                            | Ville                                                       | Halton                                                      | 182 520           | 165 613           | 10,2          | 138,88           | 1 314,2                        |
| O'Connor (en)                                                                 | Palier unique                                               | Canton                                                      | Thunder Bay                                                 | 685               | 720               | −4,9          | 108,65           | 6,3                            |
| Oil Springs (en)                                                              | Palier inférieur                                            | Village                                                     | Lambton                                                     | 704               | 717               | −1,8          | 8,18             | 86,1                           |
| Oliver Paipoonge (en)                                                         | Palier unique                                               | Municipalité                                                | Thunder Bay                                                 | 5 732             | 5 757             | −0,4          | 350,76           | 16,3                           |
| Opasatika                                                                     | Palier unique                                               | Canton                                                      | Cochrane                                                    | 214               | 280               | −23,6         | 329,98           | 0,6                            |
| Orangeville                                                                   | Palier inférieur                                            | Ville                                                       | Dufferin                                                    | 27 975            | 26 925            | 3,9           | 15,61            | 1 791,6                        |
| Orillia                                                                       | Palier unique                                               | Cité                                                        | Simcoe                                                      | 30 586            | 30 259            | 1,1           | 28,61            | 1 069,2                        |
| Oro-Medonte (en)                                                              | Palier inférieur                                            | Canton                                                      | Simcoe                                                      | 20 078            | 20 031            | 0,2           | 586,90           | 34,2                           |
| Oshawa                                                                        | Palier inférieur                                            | Cité                                                        | Durham                                                      | 149 607           | 141 590           | 5,7           | 145,68           | 1 027,0                        |
| Otonabee–South Monaghan (en)                                                  | Palier inférieur                                            | Canton                                                      | Peterborough                                                | 6 660             | 6 812             | −2,2          | 347,58           | 19,2                           |
| Ottawa                                                                        | Palier unique                                               | Cité                                                        | Ottawa                                                      | 883 391           | 812 129           | 8,8           | 2 790,22         | 316,6                          |
| Owen Sound                                                                    | Palier inférieur                                            | Cité                                                        | Grey                                                        | 21 688            | 21 753            | −0,3          | 24,22            | 895,5                          |
| Papineau-Cameron                                                              | Palier unique                                               | Canton                                                      | Nipissing                                                   | 978               | 1 058             | −7,6          | 566,74           | 1,7                            |
| Parry Sound                                                                   | Palier unique                                               | Ville                                                       | Parry Sound                                                 | 6 191             | 5 818             | 6,4           | 13,36            | 463,3                          |
| Pelée                                                                         | Palier unique                                               | Canton                                                      | Essex                                                       | 171               | 287               | −40,4         | 41,79            | 4,1                            |
| Pelham                                                                        | Palier inférieur                                            | Ville                                                       | Niagara                                                     | 16 598            | 16 155            | 2,7           | 126,42           | 131,3                          |
| Pembroke                                                                      | Palier unique                                               | Cité                                                        | Renfrew                                                     | 14 360            | 13 930            | 3,1           | 14,35            | 1 000,7                        |
| Penetanguishene                                                               | Palier inférieur                                            | Ville                                                       | Simcoe                                                      | 9 111             | 9 354             | −2,6          | 25,57            | 356,4                          |
| Perry (en)                                                                    | Palier unique                                               | Canton                                                      | Parry Sound                                                 | 2 317             | 2 010             | 15,3          | 187,25           | 12,4                           |
| Perth East (en)                                                               | Palier inférieur                                            | Canton                                                      | Perth                                                       | 12 028            | 11 986            | 0,4           | 713,39           | 16,9                           |
| Perth South (en)                                                              | Palier inférieur                                            | Canton                                                      | Perth                                                       | 3 993             | 4 132             | −3,4          | 393,03           | 10,2                           |
| Perth                                                                         | Palier inférieur                                            | Ville                                                       | Lanark                                                      | 5 840             | 5 907             | −1,1          | 12,25            | 476,7                          |
| Petawawa                                                                      | Palier inférieur                                            | Ville                                                       | Renfrew                                                     | 15 988            | 14 651            | 9,1           | 164,68           | 97,1                           |
| Peterborough                                                                  | Palier unique                                               | Cité                                                        | Peterborough                                                | 78 698            | 75 406            | 4,4           | 63,80            | 1 233,6                        |
| Petrolia                                                                      | Palier inférieur                                            | Ville                                                       | Lambton                                                     | 5 528             | 5 222             | 5,9           | 12,68            | 435,8                          |
| Pickering                                                                     | Palier inférieur                                            | Cité                                                        | Durham                                                      | 88 721            | 87 838            | 1,0           | 231,59           | 383,1                          |
| Pickle Lake                                                                   | Palier unique                                               | Canton                                                      | Kenora                                                      | 425               | 479               | −11,3         | 255,08           | 1,7                            |
| Plummer Additional (en)                                                       | Palier unique                                               | Canton                                                      | Algoma                                                      | 650               | 625               | 4,0           | 221,97           | 2,9                            |
| Plympton–Wyoming (en)                                                         | Palier inférieur                                            | Ville                                                       | Lambton                                                     | 7 576             | 7 506             | 0,9           | 318,76           | 23,8                           |
| Point Edward                                                                  | Palier inférieur                                            | Village                                                     | Lambton                                                     | 2 034             | 2 019             | 0,7           | 3,27             | 622,8                          |
| Port Colborne                                                                 | Palier inférieur                                            | Cité                                                        | Niagara                                                     | 18 424            | 18 599            | −0,9          | 121,97           | 151,1                          |
| Port Hope                                                                     | Palier inférieur                                            | Municipalité                                                | Northumberland                                              | 16 214            | 16 390            | −1,1          | 279,03           | 58,1                           |
| Powassan                                                                      | Palier unique                                               | Municipalité                                                | Parry Sound                                                 | 3 378             | 3 309             | 2,1           | 224,59           | 15,0                           |
| Prescott                                                                      | Palier unique                                               | Ville                                                       | Leeds et Grenville                                          | 4 284             | 4 180             | 2,5           | 4,95             | 865,3                          |
| Prince Edward                                                                 | Palier unique                                               | Cité                                                        | Prince Edward                                               | 25 258            | 25 496            | −0,9          | 1 050,45         | 24                             |
| Prince (en)                                                                   | Palier unique                                               | Canton                                                      | Algoma                                                      | 1 031             | 971               | 6,2           | 85,31            | 12,1                           |
| Puslinch (en)                                                                 | Palier inférieur                                            | Canton                                                      | Wellington                                                  | 7 029             | 6 689             | 5,1           | 214,61           | 32,8                           |
| Quinte West                                                                   | Palier unique                                               | Cité                                                        | Hastings                                                    | 43 086            | 42 697            | 0,9           | 494,15           | 87,2                           |
| Rainy River (en)                                                              | Palier unique                                               | Ville                                                       | Rainy River                                                 | 842               | 909               | −7,4          | 2,99             | 281,5                          |
| Ramara (en)                                                                   | Palier inférieur                                            | Canton                                                      | Simcoe                                                      | 9 275             | 9 427             | −1,6          | 419,25           | 22,1                           |
| Red Lake                                                                      | Palier unique                                               | Municipalité                                                | Kenora                                                      | 4 670             | 4 526             | 3,2           | 610,38           | 7,7                            |
| Red Rock (en)                                                                 | Palier unique                                               | Canton                                                      | Thunder Bay                                                 | 942               | 1 063             | −11,4         | 62,93            | 15,0                           |
| Renfrew                                                                       | Palier inférieur                                            | Ville                                                       | Renfrew                                                     | 8 218             | 7 846             | 4,7           | 12,77            | 643,5                          |
| Richmond Hill                                                                 | Palier inférieur                                            | Ville                                                       | York                                                        | 185 541           | 162 704           | 14,0          | 100,95           | 1 838,0                        |
| Rideau Lakes (en)                                                             | Palier inférieur                                            | Canton                                                      | Leeds et Grenville                                          | 10 207            | 10 350            | −1,4          | 729,09           | 14,0                           |
| Rivière des Français                                                          | Palier unique                                               | Municipalité                                                | Sudbury                                                     | 2 442             | 2 659             | −8,2          | 735,47           | 3,3                            |
| Russell                                                                       | Palier inférieur                                            | Canton                                                      | Prescott et Russell                                         | 15 247            | 13 883            | 9,8           | 199,06           | 76,6                           |
| Ryerson (en)                                                                  | Palier unique                                               | Canton                                                      | Parry Sound                                                 | 634               | 686               | −7,6          | 188,07           | 3,4                            |
| Sables-Spanish Rivers                                                         | Palier unique                                               | Canton                                                      | Sudbury                                                     | 3 075             | 3 237             | −5,0          | 815,80           | 3,8                            |
| Saint-Charles                                                                 | Palier unique                                               | Municipalité                                                | Sudbury                                                     | 1 282             | 1 159             | 10,6          | 321,54           | 4,0                            |
| Sarnia                                                                        | Palier inférieur                                            | Cité                                                        | Lambton                                                     | 72 366            | 71 419            | 1,3           | 164,71           | 439,4                          |
| Saugeen Shores (en)                                                           | Palier inférieur                                            | Ville                                                       | Bruce                                                       | 12 661            | 11 720            | 8,0           | 170,97           | 74,1                           |
| Sault-Sainte-Marie                                                            | Palier unique                                               | Cité                                                        | Algoma                                                      | 75 141            | 74 948            | 0,3           | 223,26           | 336,6                          |
| Schreiber (en)                                                                | Palier unique                                               | Canton                                                      | Thunder Bay                                                 | 1 126             | 901               | 25,0          | 36,79            | 30,6                           |
| Scugog (en)                                                                   | Palier inférieur                                            | Canton                                                      | Durham                                                      | 21 569            | 21 439            | 0,6           | 474,65           | 45,4                           |
| Seguin (en)                                                                   | Palier unique                                               | Canton                                                      | Parry Sound                                                 | 3 988             | 4 276             | −6,7          | 595,42           | 6,7                            |
| Selwyn                                                                        | Palier inférieur                                            | Canton                                                      | Peterborough                                                | 16 846            | 17 027            | −1,1          | 315,64           | 53,4                           |
| Severn                                                                        | Palier inférieur                                            | Canton                                                      | Simcoe                                                      | 12 377            | 12 030            | 2,9           | 549,90           | 22,5                           |
| Shelburne                                                                     | Palier inférieur                                            | Ville                                                       | Dufferin                                                    | 5 846             | 5 149             | 13,5          | 6,44             | 907,1                          |
| Shuniah (en)                                                                  | Palier unique                                               | Municipalité                                                | Thunder Bay                                                 | 2 737             | 2 913             | −6,0          | 570,98           | 4,8                            |
| Sioux Lookout                                                                 | Palier unique                                               | Municipalité                                                | Kenora                                                      | 5 037             | 5 183             | −2,8          | 378,82           | 13,3                           |
| Sioux Narrows-Nestor Falls (en)                                               | Palier unique                                               | Canton                                                      | Kenora                                                      | 720               | 672               | 7,1           | 1 222,43         | 0,6                            |
| Smiths Falls                                                                  | Palier unique                                               | Ville                                                       | Lanark                                                      | 8 978             | 9 163             | −2,0          | 9,61             | 934,6                          |
| Smooth Rock Falls                                                             | Palier unique                                               | Ville                                                       | Cochrane                                                    | 1 376             | 1 473             | −6,6          | 199,79           | 6,9                            |
| South Algonquin                                                               | Palier unique                                               | Canton                                                      | Nipissing                                                   | 1 211             | 1 253             | −3,4          | 872,49           | 1,4                            |
| South Bruce (en)                                                              | Palier inférieur                                            | Municipalité                                                | Bruce                                                       | 5 685             | 5 939             | −4,3          | 487,27           | 11,7                           |
| South Bruce Peninsula (en)                                                    | Palier inférieur                                            | Ville                                                       | Bruce                                                       | 8 413             | 8 415             | 0,0           | 538,32           | 15,6                           |
| South Dundas                                                                  | Palier inférieur                                            | Municipalité                                                | Stormont, Dundas et Glengarry                               | 10 794            | 10 535            | 2,5           | 520,10           | 20,8                           |
| South Frontenac (en)                                                          | Palier inférieur                                            | Canton                                                      | Frontenac                                                   | 18 113            | 18 227            | −0,6          | 971,68           | 18,6                           |
| South Glengarry                                                               | Palier inférieur                                            | Canton                                                      | Stormont, Dundas et Glengarry                               | 13 162            | 12 880            | 2,2           | 605,30           | 21,7                           |
| South Huron (en)                                                              | Palier inférieur                                            | Municipalité                                                | Huron                                                       | 9 945             | 9 982             | −0,4          | 425,36           | 23,4                           |
| South River                                                                   | Palier unique                                               | Village                                                     | Parry Sound                                                 | 1 049             | 1 069             | −1,9          | 4,04             | 259,5                          |
| South Stormont                                                                | Palier inférieur                                            | Canton                                                      | Stormont, Dundas et Glengarry                               | 12 617            | 12 520            | 0,8           | 447,50           | 28,2                           |
| Southgate (en)                                                                | Palier inférieur                                            | Canton                                                      | Grey                                                        | 7 190             | 7 072             | 1,7           | 644,35           | 11,2                           |
| Southwest Middlesex (en)                                                      | Palier inférieur                                            | Municipalité                                                | Middlesex                                                   | 5 860             | 5 890             | −0,5          | 427,97           | 13,7                           |
| South-West Oxford (en)                                                        | Palier inférieur                                            | Canton                                                      | Oxford                                                      | 7 544             | 7 589             | −0,6          | 370,48           | 20,4                           |
| Southwold (en)                                                                | Palier inférieur                                            | Canton                                                      | Elgin                                                       | 4 494             | 4 724             | −4,9          | 301,71           | 14,9                           |
| Spanish (en)                                                                  | Palier unique                                               | Ville                                                       | Algoma                                                      | 696               | 728               | −4,4          | 108,39           | 6,4                            |
| Springwater (en)                                                              | Palier inférieur                                            | Canton                                                      | Simcoe                                                      | 18 223            | 17 456            | 4,4           | 536,23           | 34,0                           |
| Saint Catharines                                                              | Palier inférieur                                            | Cité                                                        | Niagara                                                     | 131 400           | 131 989           | −0,4          | 96,11            | 1 367,2                        |
| St. Clair                                                                     | Palier inférieur                                            | Canton                                                      | Lambton                                                     | 14 515            | 14 649            | −0,9          | 619,32           | 23,4                           |
| St. Joseph (en)                                                               | Palier unique                                               | Canton                                                      | Algoma                                                      | 1 201             | 1 129             | 6,4           | 129,36           | 9,3                            |
| St. Marys                                                                     | Palier unique                                               | Ville                                                       | Perth                                                       | 6 655             | 6 617             | 0,6           | 12,48            | 533,3                          |
| St. Thomas                                                                    | Palier unique                                               | Cité                                                        | Elgin                                                       | 37 905            | 36 110            | 5,0           | 35,52            | 1 067,3                        |
| Stirling-Rawdon (en)                                                          | Palier inférieur                                            | Canton                                                      | Hastings                                                    | 4 978             | 4 906             | 1,5           | 282,31           | 17,6                           |
| Stone Mills (en)                                                              | Palier inférieur                                            | Canton                                                      | Lennox et Addington                                         | 7 560             | 7 568             | −0,1          | 708,83           | 10,7                           |
| Stratford                                                                     | Palier unique                                               | Cité                                                        | Perth                                                       | 30 886            | 30 516            | 1,2           | 26,95            | 1 146,0                        |
| Strathroy-Caradoc                                                             | Palier inférieur                                            | Canton                                                      | Middlesex                                                   | 20 978            | 19 959            | 5,1           | 274,12           | 76,5                           |
| Strong (en)                                                                   | Palier unique                                               | Canton                                                      | Parry Sound                                                 | 1 341             | 1 327             | 1,1           | 159,28           | 8,4                            |
| Sundridge                                                                     | Palier unique                                               | Village                                                     | Parry Sound                                                 | 985               | 942               | 4,6           | 2,23             | 441,3                          |
| Tarbutt and Tarbutt Additional (en)                                           | Palier unique                                               | Canton                                                      | Algoma                                                      | 396               | 388               | 2,1           | 53,14            | 7,5                            |
| Tay Valley                                                                    | Palier inférieur                                            | Canton                                                      | Lanark                                                      | 5 571             | 5 634             | −1,1          | 549,12           | 10,1                           |
| Tay                                                                           | Palier inférieur                                            | Canton                                                      | Simcoe                                                      | 9 736             | 9 748             | −0,1          | 139,00           | 70,0                           |
| Tecumseh                                                                      | Palier inférieur                                            | Ville                                                       | Essex                                                       | 23 610            | 24 224            | −2,5          | 94,69            | 249,3                          |
| Tehkummah (en)                                                                | Palier unique                                               | Canton                                                      | Manitoulin                                                  | 406               | 382               | 6,3           | 132,48           | 3,1                            |
| Temagami                                                                      | Palier unique                                               | Municipalité                                                | Nipissing                                                   | 840               | 934               | −10,0         | 1 906,42         | 0,4                            |
| Temiskaming Shores                                                            | Palier unique                                               | Cité                                                        | Timiskaming                                                 | 10 400            | 10 442            | −0,4          | 177,91           | 58,5                           |
| Terrace Bay                                                                   | Palier unique                                               | Canton                                                      | Thunder Bay                                                 | 1 471             | 1 625             | −9,5          | 151,04           | 9,7                            |
| Thames Centre (en)                                                            | Palier inférieur                                            | Municipalité                                                | Middlesex                                                   | 13 000            | 13 085            | −0,6          | 433,95           | 30,0                           |
| Thessalon (en)                                                                | Palier unique                                               | Ville                                                       | Algoma                                                      | 1 279             | 1 312             | −2,5          | 4,37             | 292,4                          |
| Thornloe                                                                      | Palier unique                                               | Village                                                     | Timiskaming                                                 | 123               | 105               | 17,1          | 6,49             | 19,0                           |
| Thorold                                                                       | Palier inférieur                                            | Cité                                                        | Niagara                                                     | 17 931            | 18 224            | −1,6          | 83,00            | 216,0                          |
| Thunder Bay                                                                   | Palier unique                                               | Cité                                                        | Thunder Bay                                                 | 108 359           | 109 160           | −0,7          | 328,24           | 330,1                          |
| Tillsonburg                                                                   | Palier inférieur                                            | Ville                                                       | Oxford                                                      | 15 301            | 14 822            | 3,2           | 22,34            | 685,1                          |
| Timmins                                                                       | Palier unique                                               | Cité                                                        | Cochrane                                                    | 43 165            | 42 997            | 0,4           | 2 979,15         | 14,5                           |
| Tiny                                                                          | Palier inférieur                                            | Canton                                                      | Simcoe                                                      | 11 232            | 10 754            | 4,4           | 336,83           | 33,3                           |
| Toronto                                                                       | Palier unique                                               | Cité                                                        | Toronto                                                     | 2 615 060         | 2 503 281         | 4,5           | 630,21           | 4 149,5                        |
| Trent Hills (en)                                                              | Palier inférieur                                            | Municipalité                                                | Northumberland                                              | 12 604            | 12 247            | 2,9           | 511,90           | 24,6                           |
| Trent Lakes (en)                                                              | Palier inférieur                                            | Municipalité                                                | Peterborough                                                | 5 105             | 5 284             | −3,4          | 860,26           | 5,9                            |
| Tudor and Cashel (en)                                                         | Palier inférieur                                            | Canton                                                      | Hastings                                                    | 586               | 682               | −14,1         | 445,67           | 1,3                            |
| Tweed (en)                                                                    | Palier inférieur                                            | Municipalité                                                | Hastings                                                    | 6 057             | 5 614             | 7,9           | 953,75           | 6,4                            |
| Tyendinaga                                                                    | Palier inférieur                                            | Canton                                                      | Hastings                                                    | 4 150             | 4 070             | 2,0           | 313,00           | 13,3                           |
| Uxbridge                                                                      | Palier inférieur                                            | Canton                                                      | Durham                                                      | 20 623            | 19 169            | 7,6           | 420,83           | 49,0                           |
| Val Rita-Harty                                                                | Palier unique                                               | Canton                                                      | Cochrane                                                    | 817               | 939               | −13,0         | 382,71           | 2,1                            |
| Vaughan                                                                       | Palier inférieur                                            | Cité                                                        | York                                                        | 288 301           | 238 866           | 20,7          | 273,52           | 1 054,0                        |
| Wainfleet                                                                     | Palier inférieur                                            | Canton                                                      | Niagara                                                     | 6 356             | 6 601             | −3,7          | 217,29           | 29,3                           |
| Warwick                                                                       | Palier inférieur                                            | Canton                                                      | Lambton                                                     | 3 717             | 3 945             | −5,8          | 290,20           | 12,8                           |
| Wasaga Beach                                                                  | Palier inférieur                                            | Ville                                                       | Simcoe                                                      | 17 537            | 15 029            | 16,7          | 58,43            | 300,1                          |
| Waterloo                                                                      | Palier inférieur                                            | Cité                                                        | Waterloo                                                    | 98 780            | 97 475            | 1,3           | 64,02            | 1 542,9                        |
| Wawa                                                                          | Palier unique                                               | Municipalité                                                | Algoma                                                      | 2 975             | 3 204             | −7,1          | 417,78           | 7,1                            |
| Welland                                                                       | Palier inférieur                                            | Cité                                                        | Niagara                                                     | 50 631            | 50 331            | 0,6           | 81,09            | 624,4                          |
| Wellesley (en)                                                                | Palier inférieur                                            | Canton                                                      | Waterloo                                                    | 10 713            | 9 789             | 9,4           | 277,79           | 38,6                           |
| Wellington North (en)                                                         | Palier inférieur                                            | Canton                                                      | Wellington                                                  | 11 477            | 11 175            | 2,7           | 526,28           | 21,8                           |
| West Elgin                                                                    | Palier inférieur                                            | Municipalité                                                | Elgin                                                       | 5 157             | 5 349             | −3,6          | 322,52           | 16,0                           |
| West Grey (en)                                                                | Palier inférieur                                            | Municipalité                                                | Grey                                                        | 12 286            | 12 288            | 0,0           | 876,02           | 14,0                           |
| West Lincoln (en)                                                             | Palier inférieur                                            | Canton                                                      | Niagara                                                     | 13 837            | 13 167            | 5,1           | 387,78           | 35,7                           |
| West Perth (en)                                                               | Palier inférieur                                            | Municipalité                                                | Perth                                                       | 8 919             | 8 839             | 0,9           | 579,42           | 15,4                           |
| Westport (en)                                                                 | Palier inférieur                                            | Village                                                     | Leeds et Grenville                                          | 628               | 645               | −2,6          | 1,71             | 366,5                          |
| Whitby                                                                        | Palier inférieur                                            | Ville                                                       | Durham                                                      | 122 022           | 111 184           | 9,7           | 146,53           | 832,7                          |
| Whitchurch-Stouffville                                                        | Palier inférieur                                            | Ville                                                       | York                                                        | 37 628            | 24 390            | 54,3          | 206,41           | 182,3                          |
| White River (en)                                                              | Palier unique                                               | Canton                                                      | Algoma                                                      | 607               | 841               | −27,8         | 96,94            | 6,3                            |
| Whitestone                                                                    | Palier unique                                               | Municipalité                                                | Parry Sound                                                 | 918               | 1 030             | −10,9         | 957,52           | 1,0                            |
| Whitewater Region                                                             | Palier inférieur                                            | Canton                                                      | Renfrew                                                     | 6 921             | 6 631             | 4,4           | 537,96           | 12,9                           |
| Wilmot (en)                                                                   | Palier inférieur                                            | Canton                                                      | Waterloo                                                    | 19 223            | 17 097            | 12,4          | 263,72           | 72,9                           |
| Windsor                                                                       | Palier unique                                               | Cité                                                        | Essex                                                       | 210 891           | 216 473           | −2,6          | 146,32           | 1 441,3                        |
| Wollaston (en)                                                                | Palier inférieur                                            | Canton                                                      | Hastings                                                    | 708               | 730               | −3,0          | 220,19           | 3,2                            |
| Woodstock                                                                     | Palier inférieur                                            | Cité                                                        | Oxford                                                      | 37 754            | 35 822            | 5,4           | 49,00            | 770,5                          |
| Woolwich (en)                                                                 | Palier inférieur                                            | Canton                                                      | Waterloo                                                    | 23 145            | 19 658            | 17,7          | 326,17           | 71,0                           |
| Zorra                                                                         | Palier inférieur                                            | Canton                                                      | Oxford                                                      | 8 058             | 8 125             | −0,8          | 528,99           | 15,2                           |
| Total municipalités locales (paliers simples et inférieurs)                   | Total municipalités locales (paliers simples et inférieurs) | Total municipalités locales (paliers simples et inférieurs) | Total municipalités locales (paliers simples et inférieurs) | 12 764 756        | 12 075 651        | 5,7           | 155 653,00       | 82,0                           |
| Province d'Ontario                                                            | Province d'Ontario                                          | Province d'Ontario                                          | Province d'Ontario                                          | 12 851 821        | 12 160 282        | 5,7           | 908 607,67       | 14,1                           |

## Galerie d'images

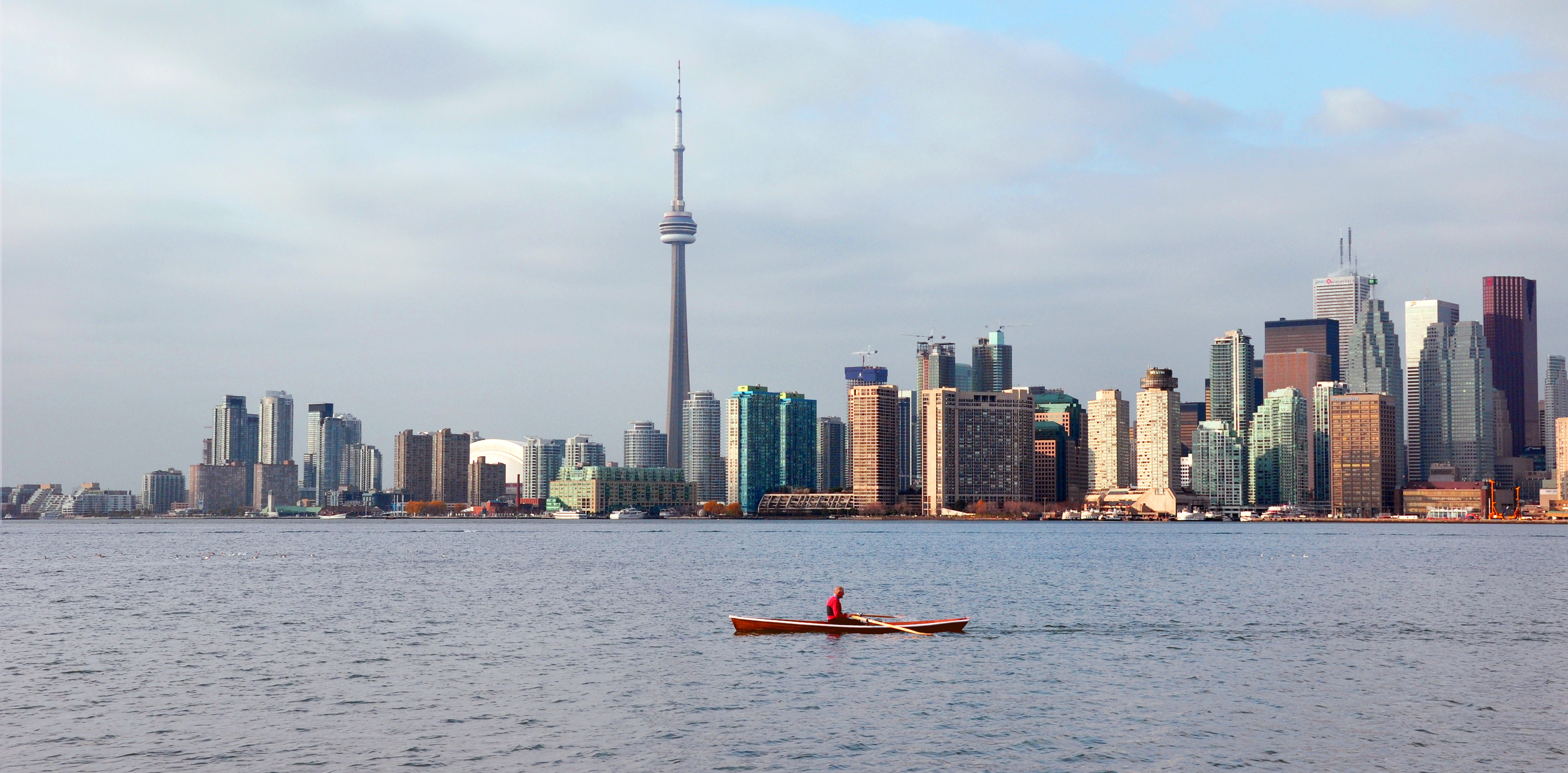
Toronto est la capitale de l'Ontario et sa municipalité la plus peuplée.
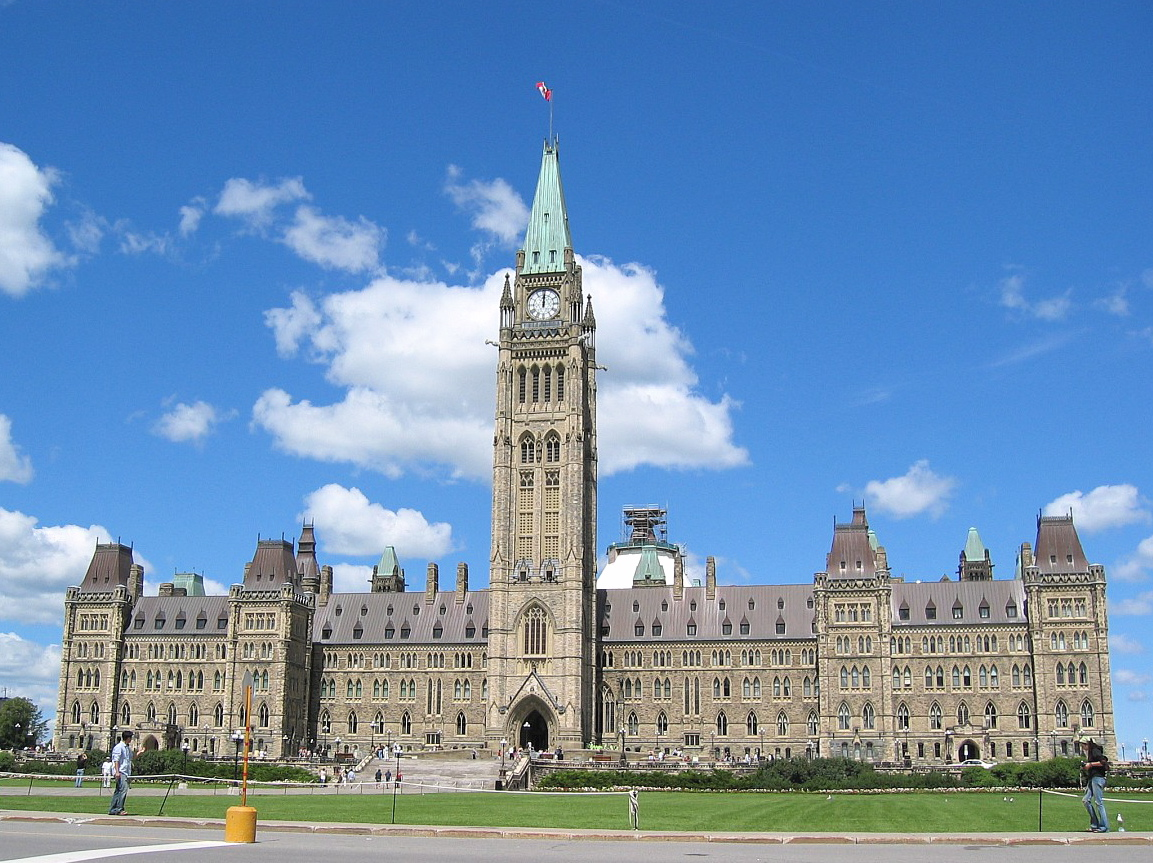
Ottawa est la capitale du Canada et la seconde municipalité la plus peuplée de l'Ontario.
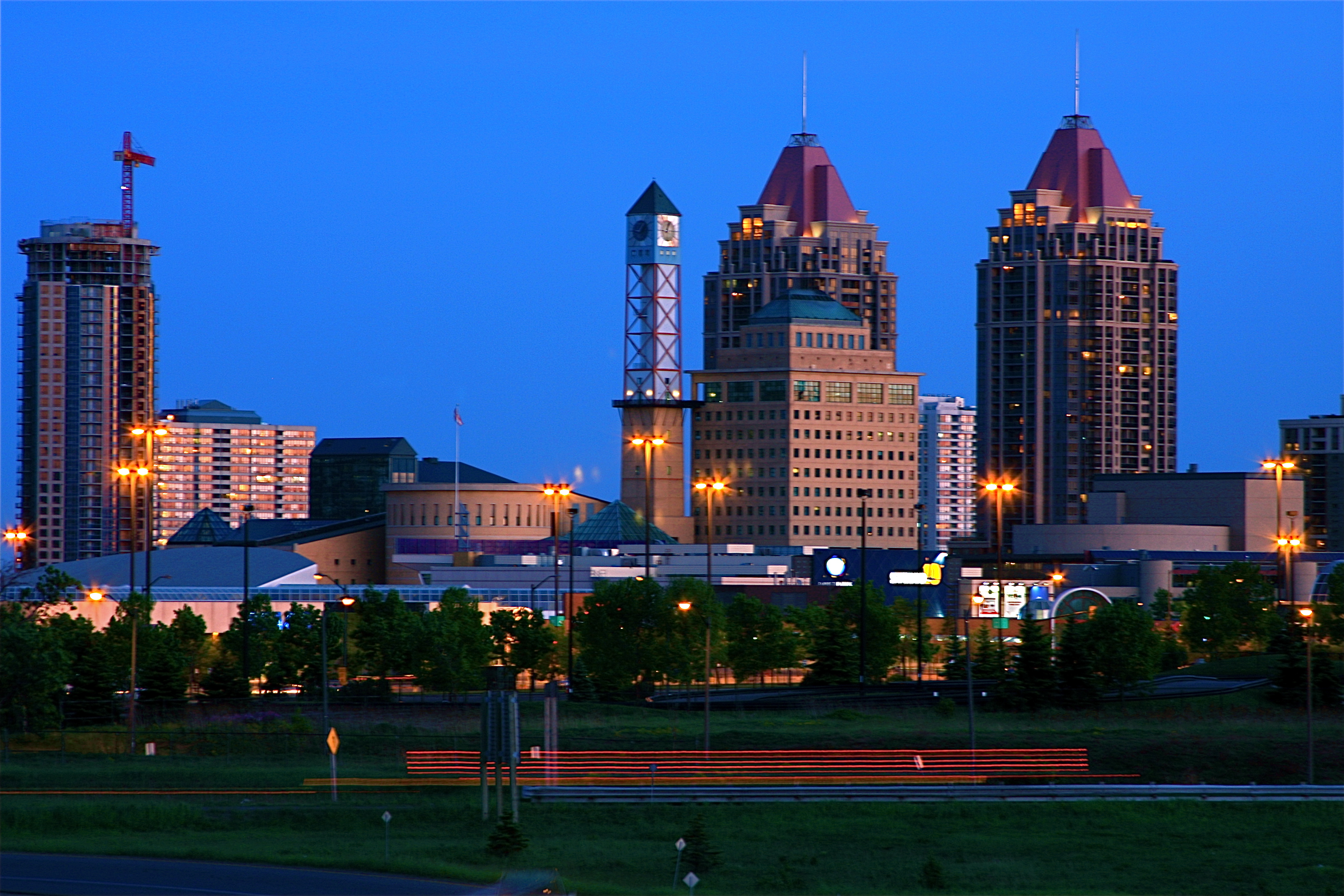
Vue de Mississauga, la troisième plus grande municipalité de l’Ontario et une banlieue de Toronto.
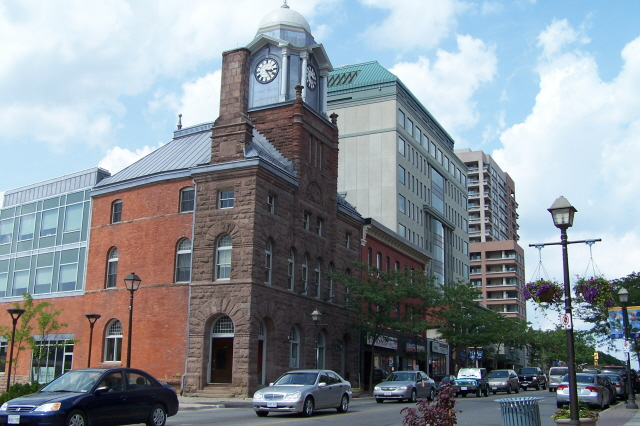
Centre-ville de Brampton, la quatrième plus grande municipalité de l’Ontario et une banlieue de Toronto.
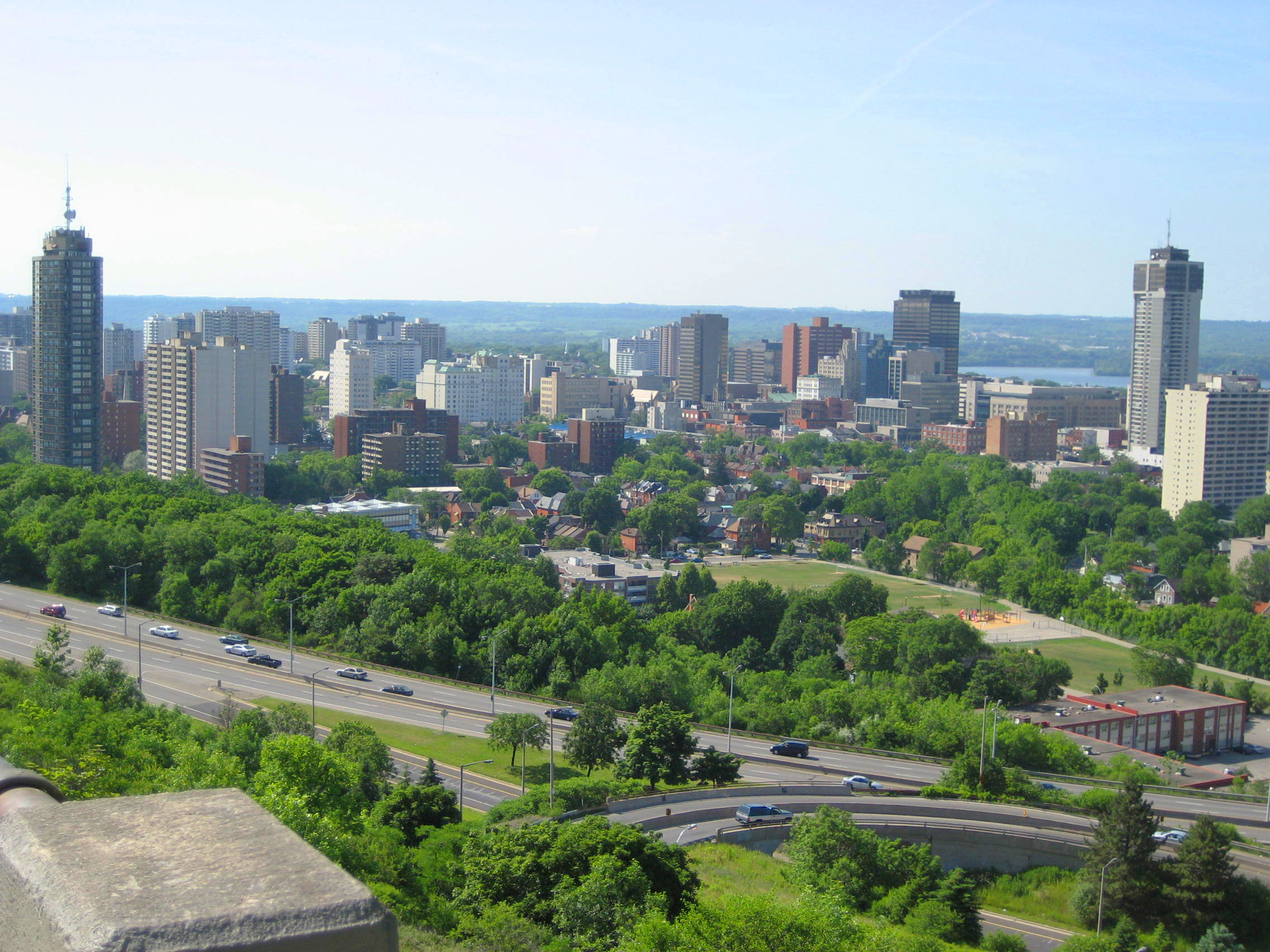
Vue du centre-ville de Hamilton.
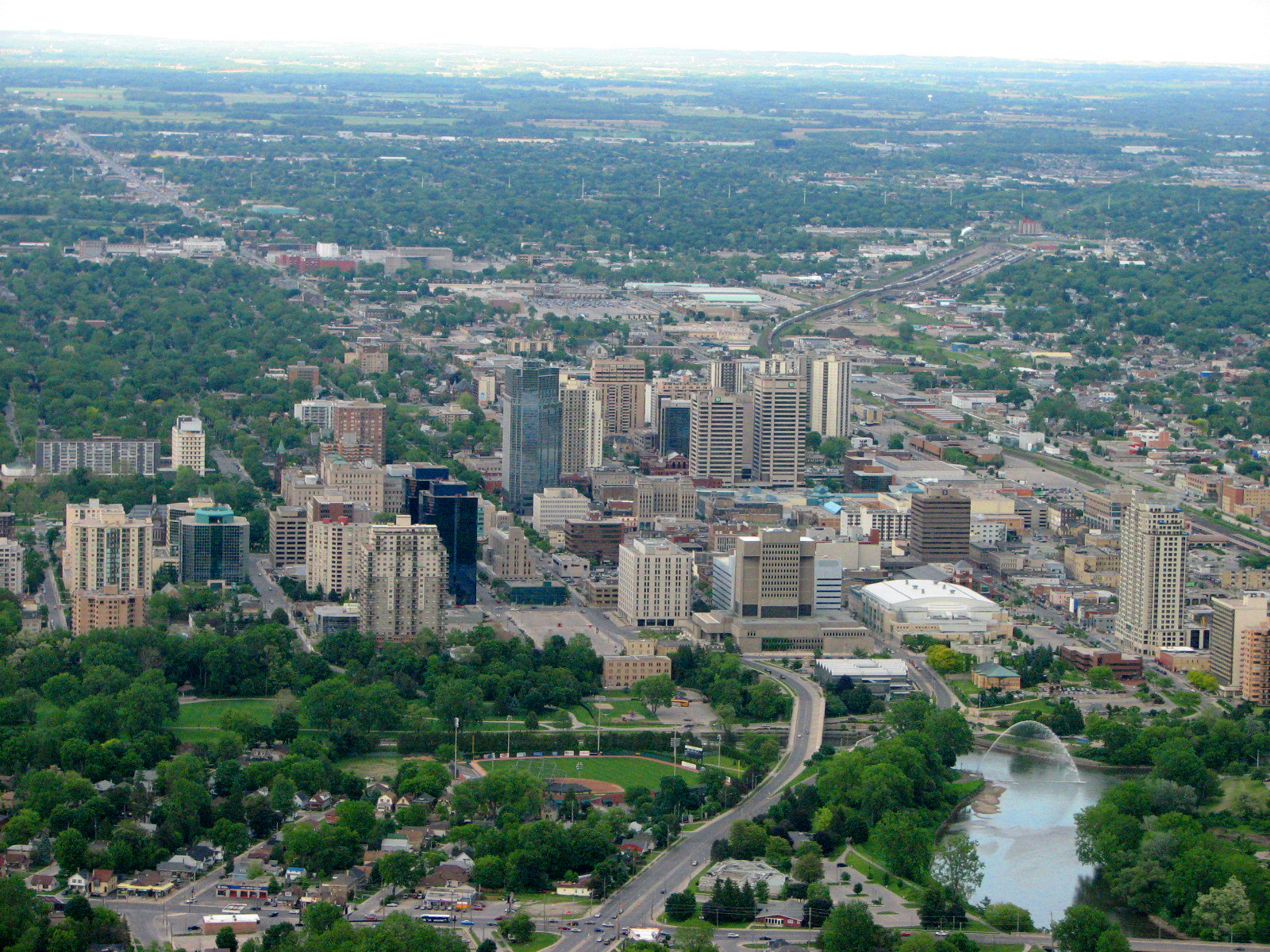
Vue du centre-ville de London, la plus grande cité du Sud-ouest de l'Ontario.
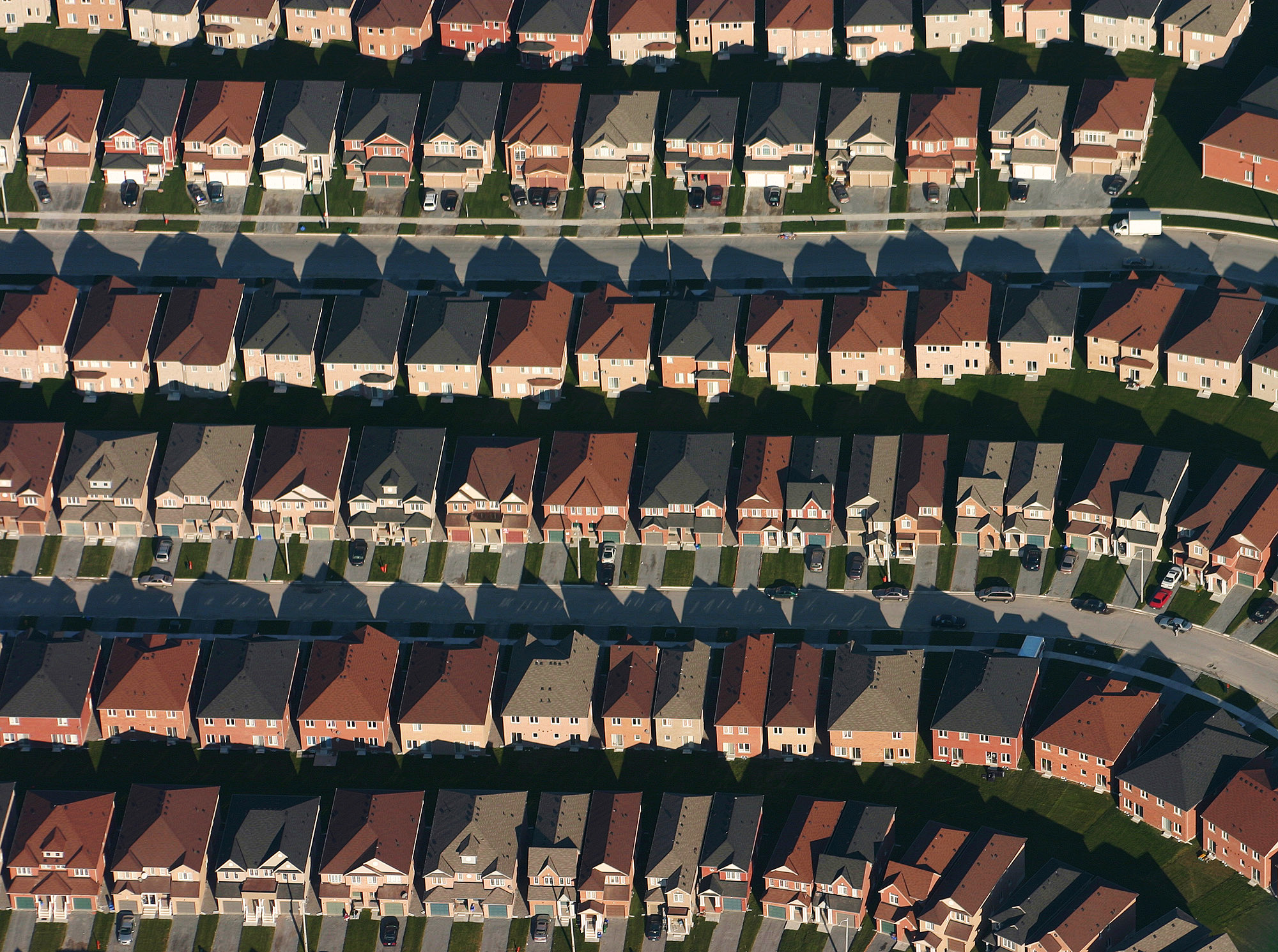
Habitat en lotissement de banlieue (en) à Markham, la septième plus grande municipalité de l'Ontario et une banlieue de Toronto.
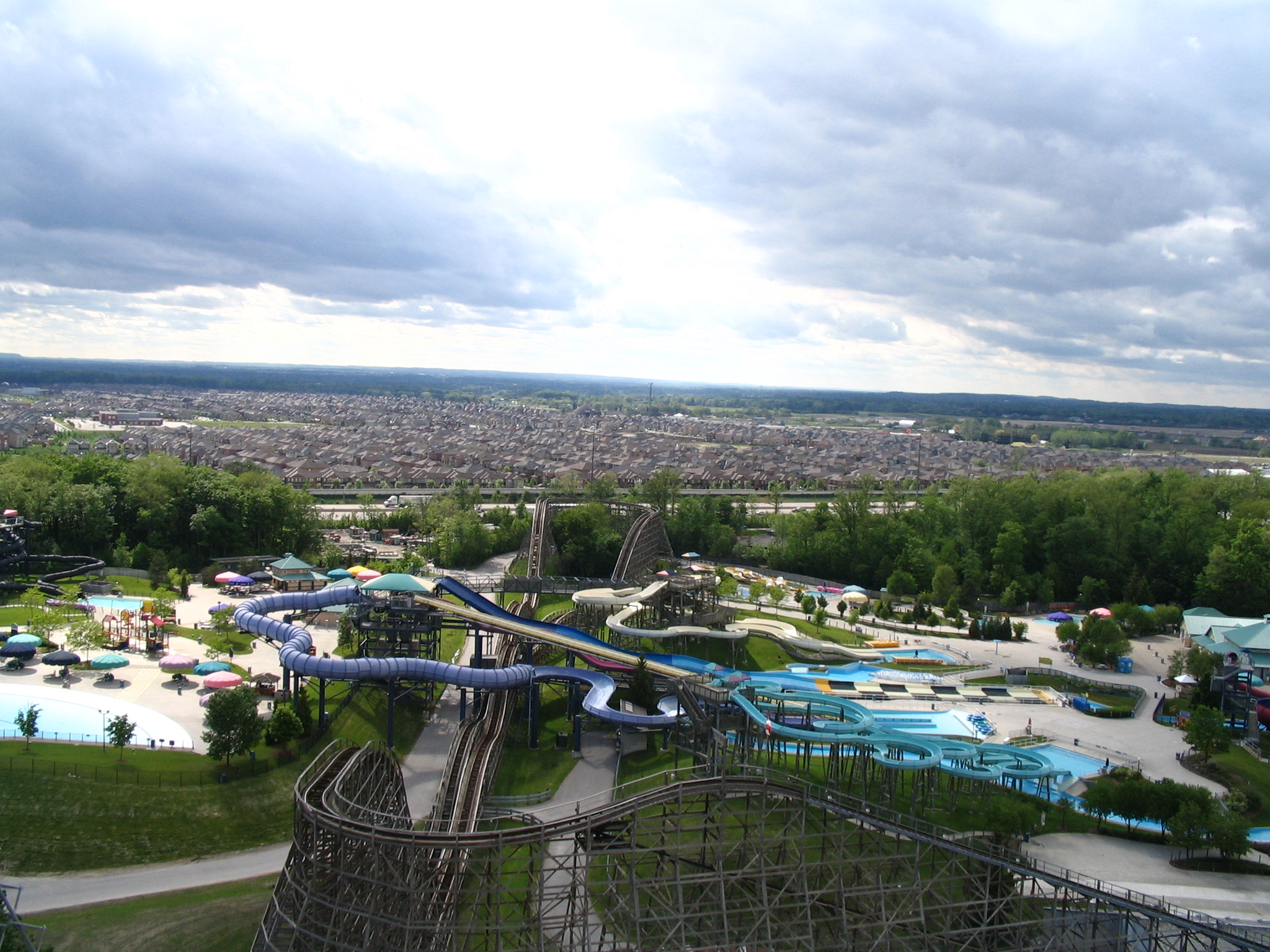
Vaughan vue depuis Canada's Wonderland.
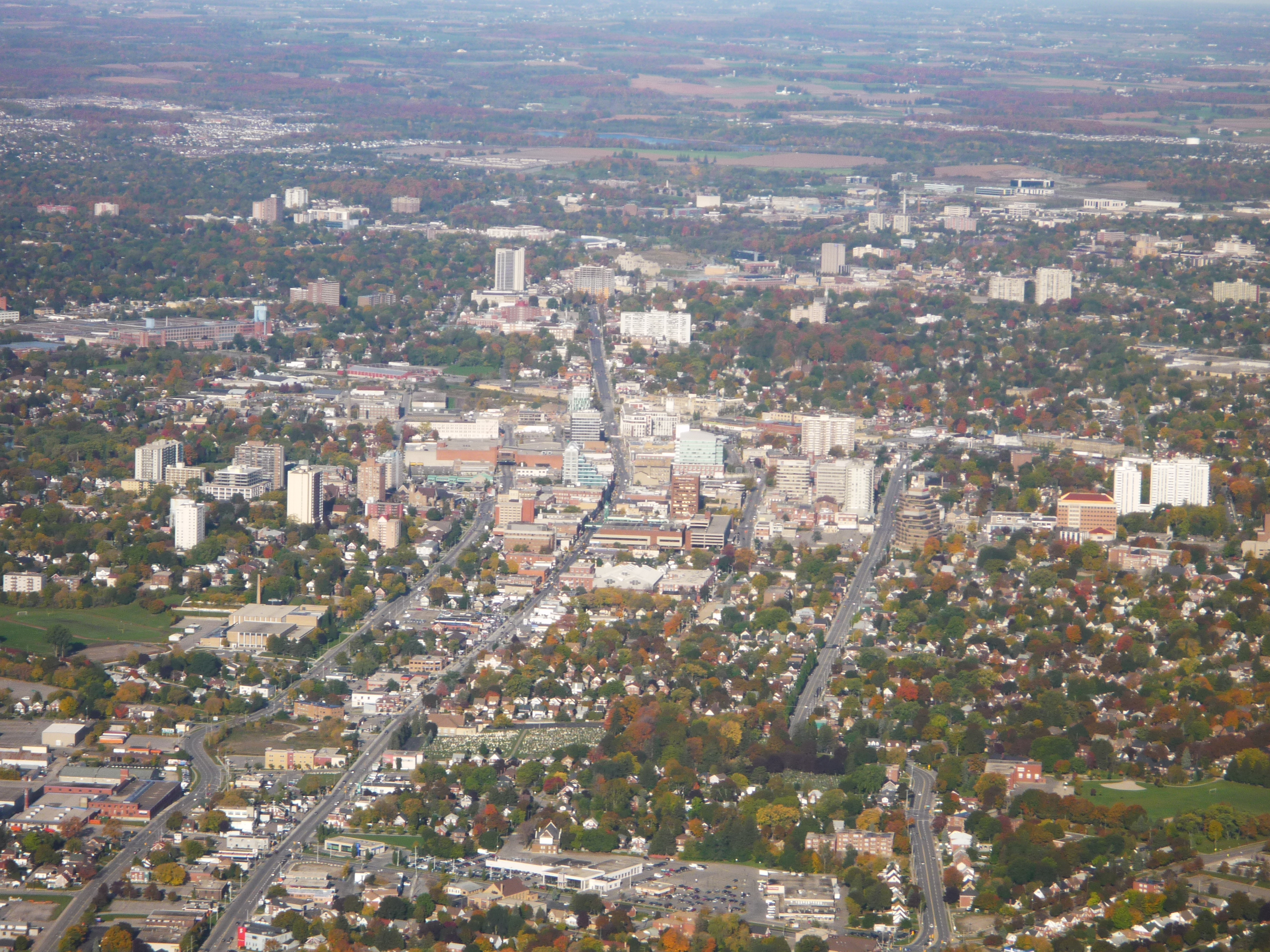
Centre-ville de Kitchener.
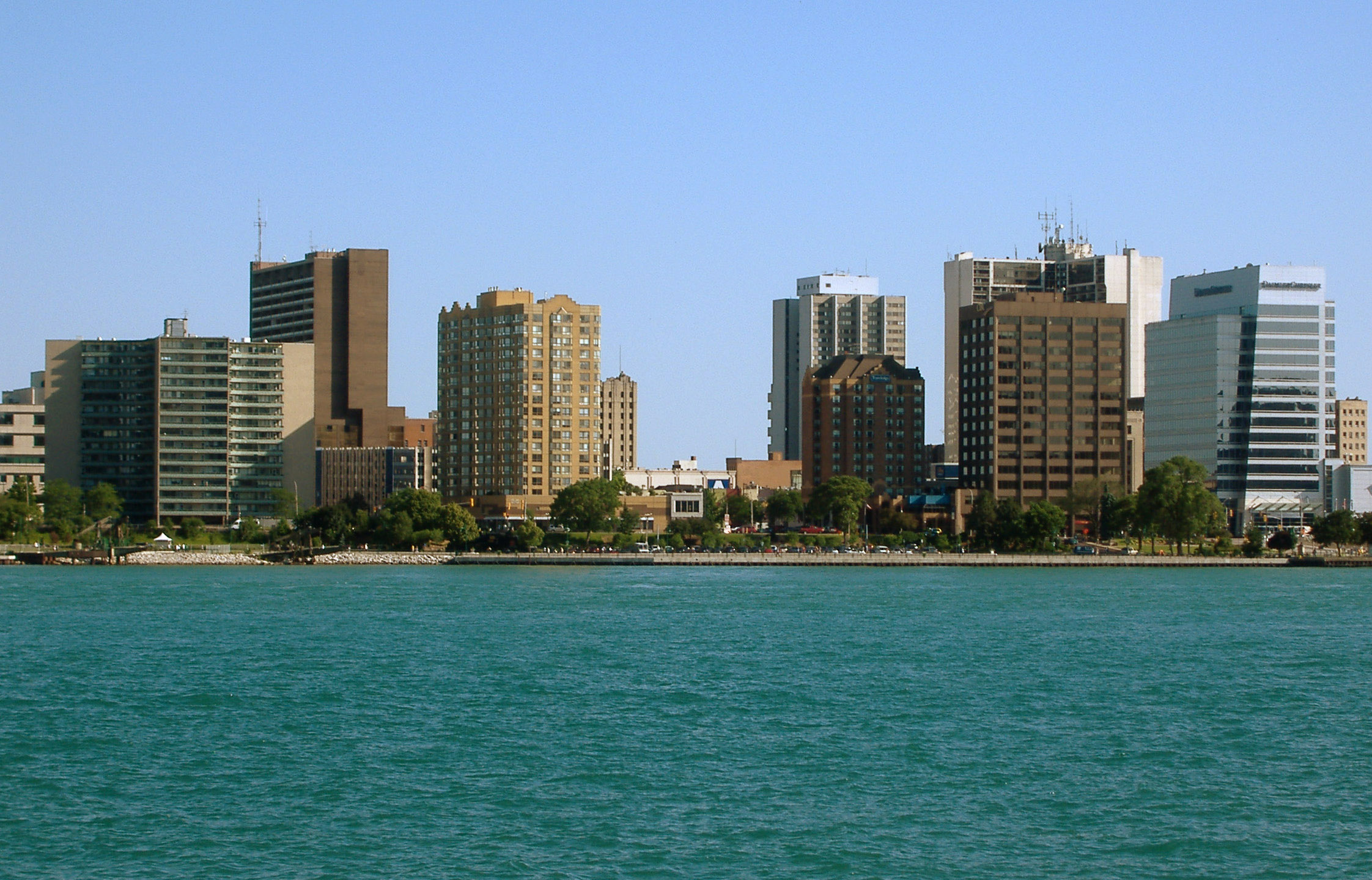
Vue du centre-ville de Windsor depuis la ville américaine de Détroit (Michigan).